# Storia della Calabria
Questa voce riguarda la storia della Calabria. Il suo territorio è stato abitato da una serie vastissima di popoli antichi, quali Aschenazi, Ausoni, Enotri (Itali, Tauriani, Morgeti, Siculi), Lucani, Bruzi, Greci e Romani; nel Medioevo da Bizantini e Normanni; poi, seguendo le sorti del Regno di Napoli, da Angioini e Aragonesi; infine ha trovato la sua collocazione odierna prima nel Regno d'Italia, poi nella Repubblica Italiana.

## Preistoria
All'inizio del Mesozoico la Calabria faceva parte di un vasto continente chiamato "Tirrenide", che a metà del Terziario sprofondò nel mare, mentre l'Italia andava assumendo la sua attuale sistemazione geologica.
Le alte cime riemerse costituivano importanti isole, quali l'Aspromonte, le Serre, la Sicilia, la Sardegna e tante altre. Durante il Pliocene i mari interni, in seguito a prolungate alluvioni, si colmarono di quei sedimenti che formano le attuali pianure.
Nel Quaternario, era delle grandi glaciazioni, circa un milione e mezzo di anni fa, all'opera di riempimento si aggiunse il fenomeno dei terrazzi, un lento processo di sollevamento delle coste marine.
Quando il clima divenne più mite, in quei luoghi ricchi di boschi e di acque apparve una fauna eccezionale (come l'Elephas Antiquus, l'Equus Caballus e vari tipi di rinoceronti), preziosa riserva di carne per l'uomo nelle sue forme primitive.
In Calabria, durante il Paleolitico inferiore, l'Homo erectus è testimoniato dai rinvenimenti di artefatti litici del Lago Arvo della Sila, di Casella di Maida e di Rosaneto di Tortora, databili tra il 500 000 ed il 250 000 anni or sono. Detto uomo si nutriva di caccia, di bacche, di frutti e radici; gli utensili che usava erano di legno e di pietra, come dimostrano i ciottoli tagliati su una o su entrambe le facce della prima località e le famose "amigdale" della seconda.
Mentre le fasi del Paleolitico inferiore e medio ("era dei Neanderthal") evidenziano un lento progresso tecnico e biologico, quelle del "superiore" rivelano una grande accelerazione.

### I primi insediamenti preistorici
La prima testimonianza di presenza umana in Calabria è il famoso bos primigenius della Grotta del Romito di Papasidero, rinvenuto nel 1961 e datato dagli esperti a oltre 9 000 anni prima di Cristo, di cui oggi si conserva una riproduzione al Museo Nazionale di Reggio Calabria. In varie località calabresi sono stati rinvenuti segni di presenza umana in età paleolitica e mesolitica: a Casella di Maida (CZ), a Tortora, a Praia a Mare, a Scalea, a San Nicola Arcella, a Sant'Eufemia, a Briatico, sul Monte Poro, a Rosarno, Palmi (Taureana), ad Archi di Reggio Calabria. All'età neolitica risalgono invece gli insediamenti di Favella della Corte, Cassano all'Ionio, Amendolara, Curinga, Girifalco, Cardinale e Acri. Inoltre due importanti necropoli neolitiche sono state rinvenute a Torre Galli nei pressi di Drapia, e Torre Mordillo. Interessanti reperti archeologici sono stati rinvenuti a Roccella Jonica, in località Sant'Onofrio. Qui nel 1961 è stata scoperta una necropoli risalente all'età del bronzo (tra il IX e l'VIII sec. a.C.) con 34 sepolture con corredi funerari (armi, rasoi, coltelli, anelli, armille, vasi di terracotta, ecc.) che adesso sono esposti al Museo Nazionale di Reggio Calabria.

## Popoli mitologici

### Gli Aschenazi
Alcuni storici quali il Perrizzi, l'Aceti, l'Amato, il Gallo, il Curia, sostengono con varie argomentazioni che molte città in Calabria, furono fondate in tempi remotissimi da Bescio Aschenazi (altri Ascemez, Aschenel) pronipote di Jafet (figlio di Noè il quale ebbe sette figli i quali discendenti popolarono l'Europa e l'Asia occidentale) il quale, dopo la catastrofe deluviana, sedotto dai vasti orizzonti, dalla bellezza del suolo calabro, venne per primo ad abitarvi nel 1900 a.C. (Beroso, Caldeo, Tomeo, Aceti), come pure si ritiene che la stessa città di Bisignano sia stata fondata proprio da Bescio Aschenazi con l'antico nome di Bescia, che poi i Romani mutarono in Besidia.

### Gli Itali
(Girolamo Marafioti, Croniche, et antichita di Calabria pag.20, Padova, Ad instanza de gl'Uniti, 1601.)
Secondo i Greci, la regione sarebbe stata abitata, prima della colonizzazione, da più comunità, tra cui gli Ausoni-Enotri (coltivatori della vite), che furono gli Itali, Morgeti, Siculi, i Choni. E proprio dal mitico sovrano Italo, la Calabria fu detta "Italia".
La figura di Italo viene collocata nella prima metà del XV secolo a.C.
Antioco di Siracusa, considerato il primo storico dell'Occidente ce lo raffigura come "Un Re buono e saggio, capace di sottomettere le popolazioni vicine facendo uso di volta in volta della persuasione e della forza", Italo il Re degli Enotri che mutarono il loro nome in Itali, e dal suo successore, Morgete, furono detti Morgeti.

## Popoli dell'età del bronzo

### Ausoni ed Enotri
Le prime colonie greche, stanziatesi nel territorio italiano, incontrarono tre principali popolazioni: Ausoni, Enotri e Japigi. Gli Ausoni erano una popolazione osca, poche e frammentarie sono le testimonianze che ci sono giunte da alcuni storici greci e latini.
(Dionigi di Alicarnasso (1 11,2-4; 12,1))
Di origine indoeuropea, gli Ausoni esistevano già intorno al 1600 a.C., cioè all'inizio del Bronzo medio. L'Ausonia era il loro territorio, si estendeva dal basso Lazio fino alla Calabria, abitavano le terre della Campania fino al fiume Sele (in tal caso, il termine potrebbe essere utilizzato come sinonimo per le popolazioni osche); gli Enotri vivevano nel territorio a sud e gli Japigi nell'attuale Puglia (a essi si affiancava un'altra popolazione enotria, quella dei Choni). Fra queste, quelle degli Ausoni e degli Enotri rappresentano, secondo le fonti, le più antiche popolazioni italiche dominanti e avevano nell'VIII secolo a.C. ormai raggiunto una loro stabilità territoriale.
Strabone (VI 225 vg) ne dà conferma e indica gli Ausoni come fondatari della città di Temesa (citata anche da Omero nell'Odissea). Secondo Catone (origini III vg) li pone anche a Tauriana (l'attuale Palmi). E Diodoro Siculo dice che gli Ausoni erano stanziati nel territorio di Reggio Calabria.
La città di Chone (tra Pallagorio e Umbriatico), si trova nel territorio dell'alto Ionico calabrese, ed era abitata dalla popolazione degli Enotri-Choni.
La città di Crotone, era abitata da popolazione enotra.
Gli Enotri sono un'antica popolazione dell'Italia preromana stanziata, attorno al XV secolo a.C., in un territorio di notevoli dimensioni, che da questi prese il nome, Enotria (dal nome di Enotro figlio di Licaone), comprendente le attuali Campania meridionale, parte della Basilicata e la Calabria. Dionigi di Alicarnasso dice che gli Enotri sono i più antichi colonizzatori provenienti dalla Grecia.
Si era dunque formato nei secoli anteriori allo sbarco dei Greci un agglomerato più ampio con il nome di Rhegion (Ρηγίων), e prima ancora noto come Erythrà (Ερυθρά), abitato in epoche diverse da popoli appartenenti alle stirpi degli Ausoni, degli Enotri e infine degli Itali-Morgeti.
Dionigi di Alicarnasso e Diodoro Siculo ci dicono che gli Ausoni erano stanziati nella zona di Reggio già intorno al XVI secolo a.C. Mentre gli Itali, secondo molte fonti tra cui Tucidide, Virgilio, e lo stesso Dionigi di Alicarnasso,  dicono che questi ultimi erano un ramo degli Enotri, e che i Morgeti non avevano seguito la maggioranza del loro popolo nel passaggio alla vicina Sicilia (dando poi il loro nome all'isola).
Il piccolo nucleo rimasto al di qua dello stretto era stato governato da un re-patriarca che con saggezza e generosità aveva conquistato il cuore dei propri sudditi, entrando nella leggenda popolare e nel mito come Re Italo
(suo figlio Morgete fu Re dei Morgeti). Alla sua morte i sudditi avevano deciso di assumere il nome di Itali. E con il tempo il territorio della punta dello stivale prospiciente lo Stretto aveva preso il nome di "Italia".
(Dionigi di Alicarnasso)
(Tucidide)
(Tucidide, Storie VI,4,6)
(Virgilio, Eneide III, 164)
Secondo altre fonti questo nome era legato a una delle fatiche di Eracle contro Gerione. Certo è però che l'arrivo dei Greci non fece scomparire tale nome, anzi si espanse offrendo un'illuminante testimonianza della straordinaria mescolanza di culture, tradizioni e riti religiosi tra le popolazioni autoctone e i nuovi arrivati che si realizzò con l'arrivo dei Greci. Da una felice combinazione di diverse culture quindi scaturì la civiltà dei Greci d'Occidente, che più tardi si sarebbe guadagnata la definizione di Magna Grecia.
Con il passare del tempo il nome Italia si consolidò nell'uso comune cominciando a definire gli abitanti delle città-stato del Mezzogiorno prima come Italioti, poi Italici con l'arrivo dei Romani e, solo molto tempo dopo avrebbe risalito la penisola per definirla "Italia" nella sua interezza con la conquista della Gallia Cisalpina da parte di Giulio Cesare.

### Arrivo degli Enotri a Catanzaro
Intorno al X secolo a.C., giunsero nell'area catanzarese gli Enotri, che da un secolo circa si stavano stabilendo in Italia. L'integrazione con le popolazioni locali fu pacifica e consentì un ulteriore aumento della popolazione soprattutto sulla costa. Alcuni ritrovamenti di antiche necropoli con iscrizioni riconducibili a questo popolo, sono avvenuti nell'attuale quartiere Germaneto, in un'area adiacente all'antica Scolacium lungo il fiume Corace. In questo periodo l'intero istmo di Catanzaro fu dominato dagli Enotri, capeggiati dal re Enotrio Italo, che si stanziò definitivamente nella terra tra i due golfi, come affermano chiaramente Antioco da Siracusa e Aristotele:
Questo uomo si chiamò Italo che denominò per primo questa terra Italia. E quando italo si fu impadronito di questa terra dell'istmo, ed aveva molte genti che gli erano sottomesse, subito pretese anche i territori confinanti e pose sotto la sua dominazione molte città".»
(Antioco di Siracusa V secolo a. C.)
(Aristotele, Politica, VII, 10, 2-3)
Il reale motivo per cui gli Enotri si stabilirono definitivamente in quest'area fu la sconfitta subita dai Lucani, in Puglia, Basilicata e Calabria settentrionale che spinsero questo popolo a scendere fino a occupare parte della Calabria centro-meridionale fino all'attuale zona della Piana di Gioia Tauro dove presero il nome di Ausoni dal re Siculo Ausone, figlio di Italo, re degli Enotri.
Secondo Strabone, Italo fu il fondatore di Pandosia Bruzia, la capitale del suo regno, probabilmente da identificare con la città odierna di Acri.

### Gli insediamenti dei Bruzi e dei Greci

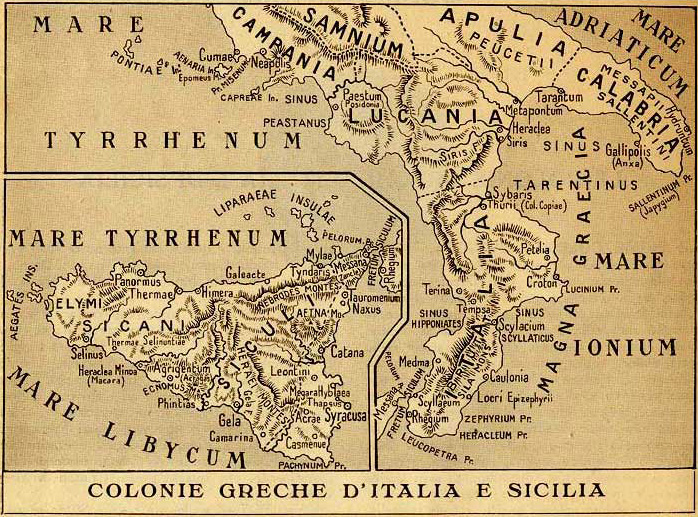
Mappa dell'Italia secondo i greci.

Nell'anno 744 a.C. un gruppo di coloni calcidesi fondò la città di Rhegion (oggi Reggio Calabria) all'estremità meridionale della penisola calabrese. Poco dopo, sempre i calcidesi fonderanno Zancle (oggi Messina) dall'altra parte dello stretto, assicurandosi il dominio su quel braccio di mare. Più tardi i coloni calcidesi di Rhegion e Zancle fonderanno Metauros (Gioia Tauro), divisa la fiume omonimo (oggi Petrace) dalla città italica dei Tauriani.
Nel 710 a.C. coloni ioni fondarono Sybaris nella fertile pianura omonima alla foce del Crati. Da questa colonia avrà origine in seguito la fondazione di Paestum (in Lucania), di Laos (alla foce dell'omonimo fiume) e di Scidros (tra Cetraro e Belvedere Marittimo). Colonie ioniche furono Clampetia (nell'area tra Amantea e San Lucido), Temesa (tra Amantea e Nocera Terinese), Terina (nella piana di Sant'Eufemia), Krimisa (Cirò Marina), Petelia (Strongoli), .
Nel 743 a.C. coloni achei fondarono invece Kroton (oggi Crotone), sulla punta oggi conosciuta come capo Colonna. Crotoniati e sibariti diventeranno col tempo strenui rivali. Ma intanto i crotoniati fondano le colonie di Kaulonia (presso l'odierna Monasterace Marina) e Scillezio (Squillace). Attorno al 700 a.C. coloni crotoniati fonderanno Bristacia, oggi Umbriatico.
Attorno al 680 a.C. coloni giunti dalla Locride greca fondarono Locri Epizhephiroi, presso l'attuale Locri. Colonie dei locresi furono Hipponion (Vibo Valentia) e Medma (Rosarno).

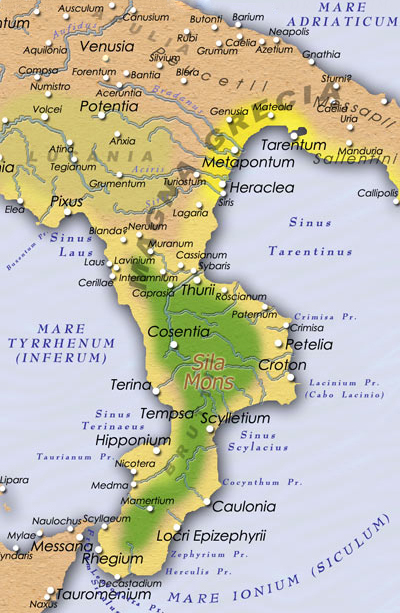
L'Italia nel 280 a.C. circa

Il popolo dei Bruzi, affine ai confinanti Lucani, si dichiarò indipendente dai "cugini" d'oltre-Pollino attorno al IV secolo a.C., costituendosi in stato confederato. La capitale dei federati era Consentia, l'attuale Cosenza, mentre altre località importanti erano Pandosia Bruzia (città di cui si sono perse le tracce, alcuni riferimenti storici la ubicano fra i comuni di Castrolibero, Marano Principato e Marano Marchesato), altre recenti scoperte archeologiche ubicherebbero la città di Pandosia Bruzia nei pressi dell'attuale città di Acri, Aufugum (Montalto Uffugo), Argentanum (San Marco Argentano), Bergae, Besidiae (Bisignano), Lymphaeum (Luzzi).

## La Calabria greca

### Le colonie magnogreche
Tra il 560 e il 550 a.C. si combatté la decennale guerra tra Kroton e Locri Epizefiri che si risolse con la battaglia sul fiume Sagra, che vide uscire vincitrice l'alleanza tra reggini e locresi.
Nel 510 a.C. i bellicosi crotoniati assalteranno la vicina Sibari, e affronteranno i sibariti sul fiume Trionto, in uno scontro epico tra 100 000 crotoniati e 300 000 sibariti. La vittoria nonostante tutto arrise ai dori, che occuparono Sibari saccheggiandola per ben 70 giorni e deviando sui ruderi della città le acque del fiume Crati.
Nel 444 a.C. coloni ateniesi e peloponnesiaci fonderanno, sul sito della distrutta Sibari, la colonia di Turii, per volere di Pericle nel piano di distensione correlato alla pace dei trent'anni nella Guerra del Peloponneso.
Nel 338 a.C. Locri chiede aiuto a Dionisio tiranno di Siracusa contro le mire espansionistiche di Reggio (non più alleata dei locresi) e di Crotone. I siracusani interverranno nella penisola calabrese sconfiggendo i crotoniati sul punto più stretto del fiume Sagra oggi Allaro e occupando per dieci anni Crotone, evento che mise fine al potere dei crotonesi; simile sorte toccò a Reggio che pur avendo resistito ai numerosi attacchi di Dionisio di Siracusa, nel 386 a.C. dopo undici mesi d'assedio fu presa dai siracusani, e per alcuni anni anch'essa indebolita nel suo potere politico.

## La Calabria romana

### La conquista romana
Tra il 280 e il 275 a.C. si combatté la guerra Tarentina, fra Roma e Taranto. Quest'ultima chiese aiuto a Pirro re dell'Epiro, che nel 280 assieme agli alleati Bruzi e Lucani sconfisse i Romani nella battaglia di Heraclea, grazie alla presenza degli elefanti.
Ma Pirro verrà sconfitto successivamente dai Romani a Maluentum (oggi Benevento), nel 275, e si ritirerà verso la Sicilia dove Siracusa necessitava di aiuto contro i Cartaginesi. Transitando per la Calabria, si dice che l'armata di Pirro saccheggiasse il santuario di Proserpina a Locri, incappando - si dice - nell'ira degli dei. Ciò, unito al fatto che Roma aveva stretto alleanza con alcune delle ultime poleis della Magna Grecia, tra cui Reggio, fecero sì che Pirro rientrasse in patria. Così tra città confederate e colonie verso il 272 a.C. i Romani si erano assicurati il dominio su tutto il sud continentale della Penisola Italiana.

### L'età repubblicana

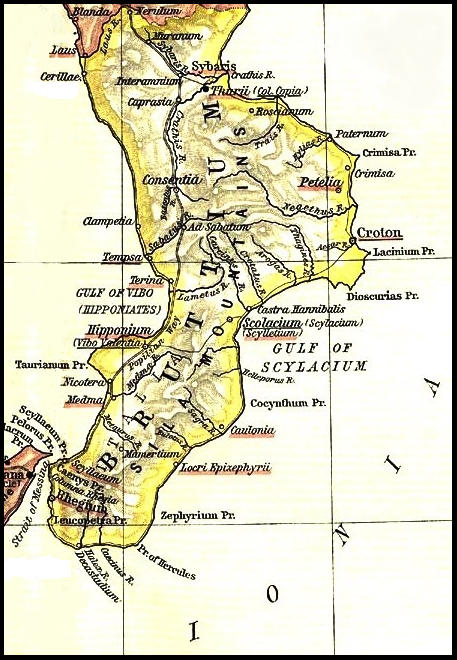
L'antico Bruttium, che a parte Petelia, passò dalla parte dei Cartaginesi.

Nel 270 a.C. le terre di proprietà dei Bruzi verranno sequestrate dal Senato e accorpate all'ager publicus. La maggior parte dell'attuale Sila (dal latino silva, cioè "bosco" e che in origine comprendeva anche l'attuale Aspromonte) viene a far parte del patrimonio del popolo romano.

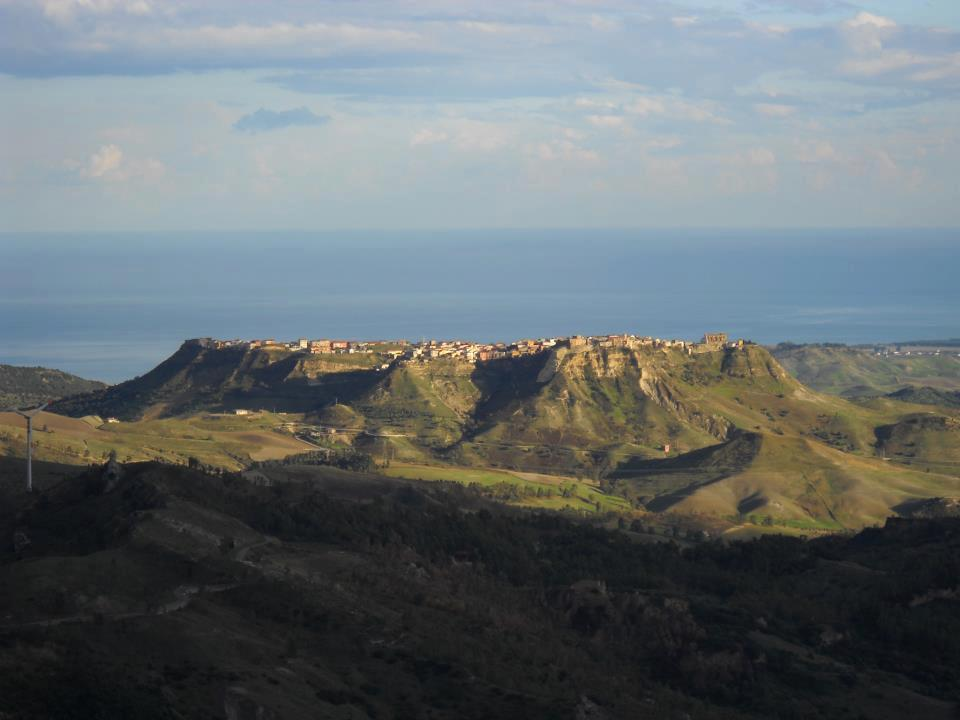
La moderna città di Strongoli che alcuni studiosi identificano con l'antica Petelia

Tra il 264 e il 251 a.C. si combatte in Sicilia la Prima Guerra Punica, tra Roma e Cartagine, che si concluderà con la creazione della provincia romana della Sicilia. In seguito alla provocazione cartaginese con l'assedio di Sagunto, in Spagna, scoppierà nel 217 a.C. la seconda guerra punica.
Il generale cartaginese Annibale dopo aver preso Sagunto e Marsiglia valicherà le Alpi e sconfiggerà i Romani sul fiume Trebbia, sul Ticino, sul lago Trasimeno e nel 216 a.C. a Canne, in Puglia.

Dopo la schiacciante vittoria a Canne Annibale raggiunse i primi importanti risultati politico-strategici. Quindi farà una breve incursione sull'Agro Romano prima di ritirarsi a Capua per i famosi ozi. Annibale mandò nel Bruzio il fratello Magone con una parte delle sue forze, per accogliere la resa di quelle città che abbandonavano i Romani e costringere con la forza quelle che si rifiutavano di farlo. I Petelini, rimasti fedeli ai Romani, furono attaccati non solo dai Cartaginesi, che occupavano la loro regione, ma anche dai Bruzi che si erano invece alleati ad Annibale. Dopo aver retto a un lungo assedio, durato 11 mesi, poiché i Romani erano impossibilitati ad aiutarli, col loro consenso, si arresero. La città venne espugnata ed Annibale condusse l'esercito a Cosenza, che dopo una difesa meno dura, cadde in mano ai Cartaginesi. Contemporaneamente un esercito di Bruzi, assediò e occupò un'altra città greca, Crotone, a esclusione della sola rocca, abitata da meno di 2.000 persone. Anche i Locresi passarono ai Bruzi e ai Cartaginesi. Solo i Reggini conservarono fino all'ultimo la fedeltà a Roma e la propria indipendenza.
Annibale inoltre fece scrivere una storia delle Guerre puniche di parte cartaginese, e ordinò fosse conservata nel tempio di Hera Lacinia a Crotone così che i Romani non potessero falsare la storia della guerra. Plutarco, scrivendo la sua opera, attinse anche da quella fonte.
Ma i Romani sono alle porte: nell'estate 204 a.C. arrivano in Calabria e rendono i Bruzi schiavi per punirli della loro ribellione. Vasti latifondi sono requisiti e assegnati a esponenti dell'aristocrazia romana.
Dal 186 a.C. scatta in tutta la Magna Grecia la repressione dei Baccanali, e del culto di origine greca di Bacco, nell'ambito di un piano di de-grecizzazione del Mezzogiorno d'Italia.
Tra il 136 e il 132 a.C. in Sicilia si combatté la prima guerra servile. Lo schiavo siriano Euno raccolse circa 200 000 servi proclamandosene re e per ben quattro anni tenne testa alle legioni romane dalle piazzeforti di Enna e Tauromenio. Alla fine Roma schiacciò la repressione e fece crocifiggere 20 000 schiavi in tutta l'isola. La guerra servile fu l'espressione del malcontento della classe degli schiavi, privi di diritti e sui quali poggiava l'intera economia romana.
Ancora nel 132 a.C. il console Popilio Lenate ordinò la costruzione della Via Capua-Rhegium, nota anche come Via Popilia che, ricalcando il tracciato oggi occupato dall'Autostrada A2 e dalla Strada Statale 18 Tirrena giungeva fino a Reggio. In questo periodo le principali località della Calabria sono Cosenza, Crotone, Temesa, Turii, Vibo Valentia Taurianum e Reggio.
Tra il 91 e l'89 a.C. venne combattuta la guerra sociale, al termine della quale il Senato romano attribuì agli italici la cittadinanza romana.
Tra il 73 e il 71 a.C. si combatté la seconda guerra servile, durante la quale il gladiatore trace Spartaco radunò attorno a sé decine di migliaia di schiavi disperati, anche molti Bruzi, e partì da Capua tentando una disperata marcia verso settentrione sconfiggendo molte legioni romane. Ma l'intervento di Lucio Licinio Crasso stroncherà in una battaglia sul fiume Sele, in Campania, ogni pretesa di Spartaco e dei suoi. 6 000 schiavi verranno crocifissi lungo la Via Appia.
La Magna Grecia è commiserata da Marco Tullio Cicerone in una lettera del 44 a.C. scritta dalla Calabria, durante il viaggio verso la Grecia che l'oratore intraprese nella confusa situazione determinatasi dopo l'assassinio di Cesare alle Idi di marzo.

### L'età imperiale

Mappa della Regio III Lucania et Bruttii con i nomi delle città più importanti.

Nel riassetto della geografia politica italiana, Ottaviano Augusto accorperà Calabria e Basilicata nella Regio III Lucania et Bruttii, con capoluogo e sede del corrector a Reggio, maggiore città della Regione.

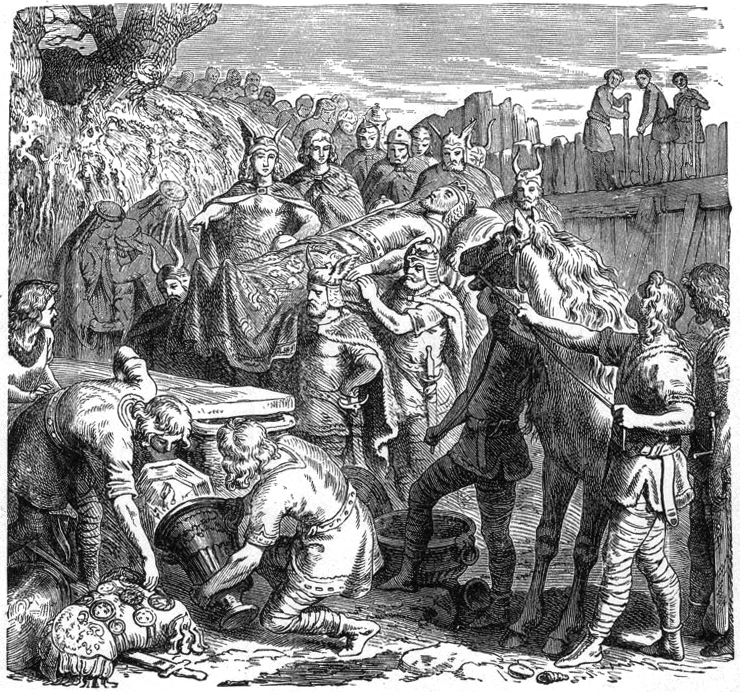
Morte di Alarico I, seppellito nel letto del fiume Busento a Cosenza.

Sempre Augusto esilierà la figlia Giulia, colpevole di un'eccessiva vivacità sentimentale, a Reggio.
Nel 61 Paolo apostolo transitò un giorno per Reggio, diretto a Roma. Il Cristianesimo si propagherà in Calabria nei centri portuali e lungo la Via Popilia, aree vitali della regione romana.
L'imperatore Traiano farà aprire durante il suo governo la via Traianea, che è ricalcata grossomodo dalla vecchia Strada Statale 18 Tirrena a mezza costa.
Nel 305 il patrizio calabrese di origine bruzia Bulla si ribella all'Impero Romano con 600 cavalieri e 5 000 fanti. Verrà sconfitto dalle milizie imperiali, ma Roma non potrà mai controllare del tutto le foreste della Sila.
Il 1º ottobre 313 Costantino I promulga l'editto di Milano a favore del Cristianesimo, che incomincia sempre più a diffondersi tanto che nel 391 l'imperatore Teodosio I la proclamerà religione di Stato.
È priva di fondamento la notizia che nel 363 Basilio Magno sia sbarcato in Calabria. Si trovava allora a Cesarea. Furono i suoi discepoli che a partire dal secolo IX fondarono vari monasteri e cenobi, mettendo le basi della grande tradizione monastica calabro-greca.
Nel 365 un devastante terremoto accompagnato da un maremoto sconvolge il Mediterraneo meridionale, prostrando le località costiere calabresi.
L'Impero romano si divide in due tronconi. Il ramo d'Occidente, retto da Onorio con capitale a Ravenna, subisce nel 410 l'invasione dei Visigoti di Alarico che saccheggiano Roma e marciano poi verso il Sud. La leggenda vuole che Alarico muoia a Cosenza, venendo seppellito alla confluenza tra Crati e Busento sotto i due fiumi.

## Medioevo

### La dominazione bizantina
La Calabria fu scarsamente toccata dall'invasione gotica e perciò i calabresi accolsero bene il generale bizantino Belisario che era sbarcato a Reggio nel 536 d.C. e avanzò fino a Napoli lungo la costa tirrenica.
I Bizantini diedero un nuovo impulso alla vita della Calabria: fondarono città (Nepezia, oggi Amantea) e vescovadi di rito greco (Tropea, Gerace, Rossano, Nicastro). Sotto la dominazione dell'Impero Bizantino nella Thema di Calabria fiorì particolarmente l'eremitismo: cenobi eremitici sono la famosissima Cattolica di Stilo, e molti altri meno noti sparsi nella Locride e nella valle del fiume Stilaro, a Rossano e sull'Aspromonte reggino.
La discesa dei Longobardi venne arrestata dai Bizantini solo con grandi difficoltà: ma Costantinopoli non poté evitare del tutto gli attacchi dei Saraceni.
Nell'812 d.C. si registrò la prima incursione saracena sulle coste calabresi, che colpì Reggio, capitale del Thema; l'ultima ci sarà solo nel 1793, a danno di Pizzo e Tropea. Certo la presenza araba fu sempre limitata negli spazi e nel tempo, perlopiù consistendo, appunto, in incursioni e saccheggi.
Vennero catturate in modo effimero dagli Arabi Tropea, Santa Severina e Amantea dall'839 all'885.
La conquista della Calabria da parte dei guerrieri normanni vassalli del papa emarginò il pericolo arabo.
Sotto il dominio bizantino, tra la fine del IX e l'inizio del X secolo, la Calabria fu una delle prime regioni d'Italia a introdurre la produzione di seta in Europa.
Secondo André Guillou, i gelsi per la produzione di seta grezza furono introdotti nell'Italia meridionale dai bizantini alla fine del IX secolo. Intorno al 1050, il tema della Calabria contava 24.000 gelsi coltivati per le loro foglie e il loro numero tendeva ad espandersi.

### La dinastia normanno-sveva
Roberto il Guiscardo nel 1050 scese in Calabria, insediandosi a Sant'Antonio di Stribula, presso Castrovillari, e poi fortificando San Marco Argentano diretto verso sud: qui assediò Cosenza, Amantea e Aiello Calabro. Nel 1057 arrivò in Calabria anche Ruggero I d'Altavilla, che aiutò il fratello Roberto a conquistare Squillace. Nel 1061, con un lungo assedio e la presa di Reggio era terminata la conquista della Calabria, di cui Roberto si proclamò Duca, costituendo il Ducato di Calabria, con capitale a Reggio.
Con l'avvento dei Normanni iniziò lo smantellamento della rete delle diocesi e dei cenobi di rito greco, voluto dai sovrani e avallata dai papi: vennero fondate nuove diocesi di rito latino (Mileto, Bagnara Calabra, San Marco Argentano) mentre le vecchie vennero latinizzate (Reggio nel 1082) e sorsero nuovi conventi di monaci latini (Serra San Bruno, Abbazia di Santa Maria della Sambucina). Molte vecchie diocesi greche vennero accorpate a diocesi già latinizzate (Amantea-Temesa fu nel 1094 unita a Tropea). L'ultima diocesi greca, Gerace, verrà affidata a un vescovo latino nel 1482. Il passaggio definitivo avvenne nel 1573, quando fu Bova ad abbandonare il rito greco.
Nel 1147, durante la Seconda crociata, Ruggero II  attaccò Corinto e Tebe, due importanti centri di produzione della seta bizantina, catturando i tessitori e la loro attrezzatura e fondando i propri setifici in Calabria. Mentre la coltivazione del gelso muoveva i primi passi nel resto d'Italia, la seta prodotta in Calabria raggiunse il picco del 50% dell'intera produzione italo-europea. Poiché la coltivazione del gelso era difficile nell'Europa settentrionale e continentale, i commercianti acquistavano in Calabria materie prime per finire i prodotti e rivenderli a un prezzo migliore. Gli artigiani della seta genovese usavano la seta calabrese per la produzione di velluti.
Quando divenne Re di Sicilia Federico II di Svevia, incominciò per la Calabria un periodo di prosperità: il re svevo si installò a Melfi, nella vicina Basilicata, e curò la fondazione del Castello e del Duomo di Cosenza, oltre che della fortezza di Rocca Imperiale sullo Ionio. Per questo motivo i calabresi rimasero sempre fedeli agli Svevi, anche dopo la morte dell'ultimo erede del monarca, suo nipote Corradino di Svevia, sconfitto nel 1268 nella battaglia di Tagliacozzo da Carlo I D'Angiò, principe francese che aveva conquistato il regno due anni prima, sconfiggendo ed uccidendo re Manfredi di Svevia a Benevento. Nonostante la giovane età (18 anni), re Carlo ne ordinò l'esecuzione nel 1269 in Piazza Mercato a Napoli, per consolidare definitivamente il suo potere; tuttavia, vi sarebbero state varie rivolte in Calabria contro il dominio angioino, come quando, nel 1270, il re ordinerà al conte di Catanzaro, Pietro II Ruffo, di reprimere la rivolta di Amantea, ultima roccaforte sveva nella regione, che resistette valorosamente. Ma alla fine anche Amantea dovette cedere: i traditori vennero rinchiusi nel castello di Aiello, dove furono torturati a morte, mentre nel territorio amanteote fu eretto il castello di Belmonte, per prevenire ulteriori rivolte della vicina città.

#### L'emigrazione valdese in Calabria
L'insediamento in terra di Calabria di popolazioni di religione valdese, provenienti dalle valli a ridosso delle Alpi occidentali - prevalentemente le valli Germanasca, Chisone e Pellice
 - avvenne forse già in epoca sveva, nel XIII secolo,

pare sia iniziato già nel XIII secolo, sebbene si sia esteso soprattutto dalla prima metà del XIV secolo.
Infatti, lo storico Pierre Gilles, autore nel 1644 di una storia delle chiese riformate, narra come nel 1315 alcuni proprietari terrieri calabresi offrirono ai Valdesi dei fondi da coltivare, in cambio di un canone annuo, con la facoltà di costituirvi comunità esenti dagli obblighi feudali.
 Ciò avrebbe favorito la fondazione, o il ripopolamento, di numerosi centri urbani, come San Sisto e La Guardia (oggi chiamata Guardia Piemontese proprio per le sue origini valdesi), abitati prevalentemente da Valdesi, dando così origine ad un'isola linguistica nel cuore della Calabria, dove la parlata più diffusa è l'occitano, dialetto tipico della Val d'Aosta e del Piemonte settentrionale. Qui la comunità valdese avrebbe vissuto indisturbata fino alla seconda metà del XVI secolo, quando, durante le guerre di religione tra cattolici e protestanti, i valdesi aderirono alla fede luterana, subendo durissime persecuzioni da parte delle autorità vicereali spagnole.

### La dominazione angioina e aragonese

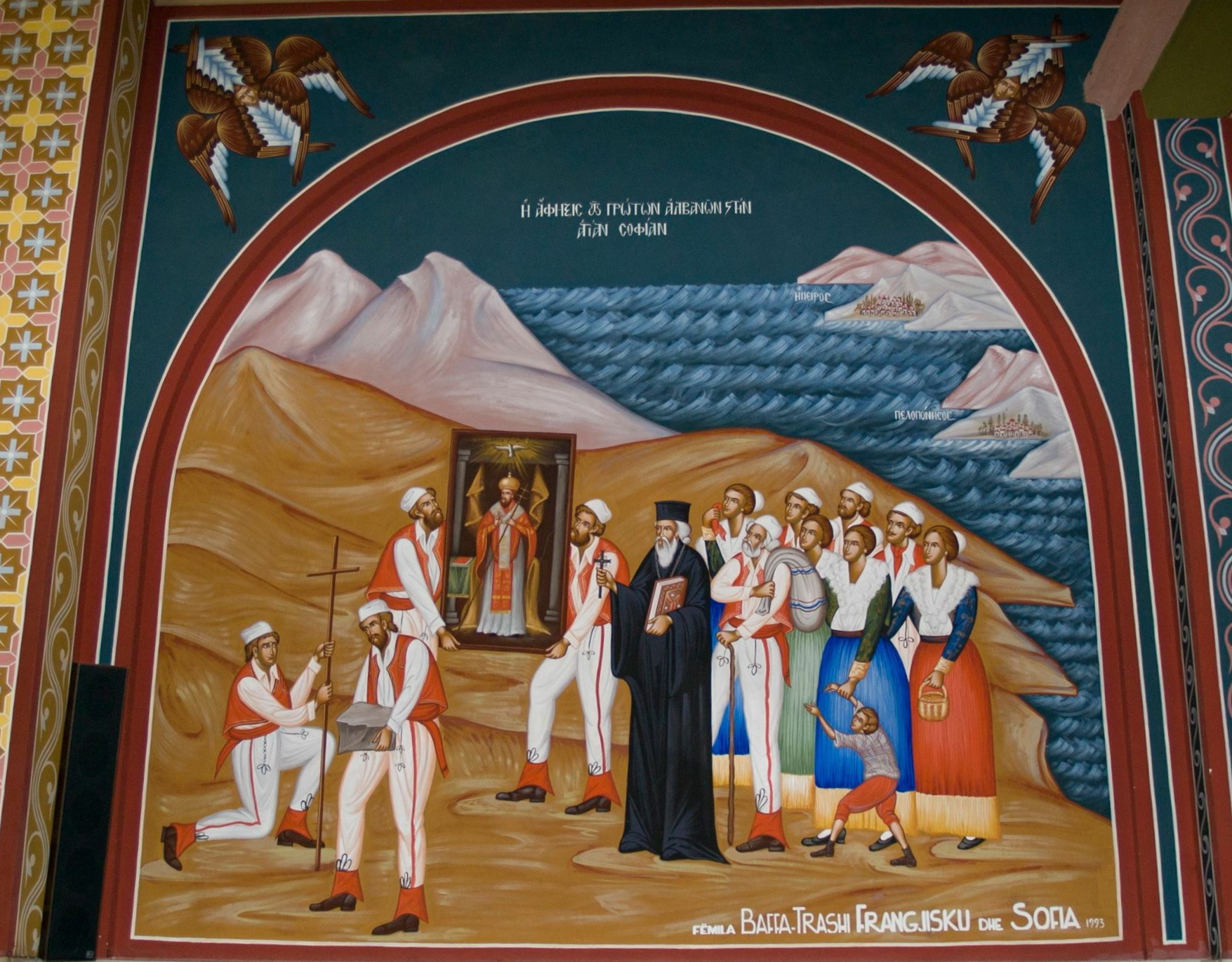
Arrivo degli esuli albanesi dall'Epiro, Chiesa S. Atanasio il Grande, Santa Sofia d'Epiro, N. Giannacaci (1976)

Nel XV secolo, l'industria serica di Catanzaro riforniva quasi tutta l'Europa ed era venduta in grandi fiere a mercanti spagnoli, veneziani, genovesi, fiorentini e olandesi. Catanzaro divenne la capitale europea della seta con un grande allevamento di bachi da seta che produceva tutti i pizzi e merletti utilizzati in Vaticano. La città era famosa per la sua raffinata fabbricazione di sete, velluti, damaschi e broccati.
Nel 1519, l'Imperatore Carlo V riconobbe formalmente la crescita dell'industria della seta catanzarese, consentendo alla città di istituire un consolato dell'artigianato della seta, incaricato di regolamentare e controllare le varie fasi di una produzione che fiorì per tutto il Cinquecento.
Dopo aver soppresso le ultime sacche di resistenza sveva, la dinastia angioina instaurò in Calabria un governo oppressivo e vessatorio, basato sull'estensione del latifondo di tipo feudale e tartassando la popolazione con un'esosa politica fiscale. Nel 1442, quando Alfonso V d'Aragona conquistò i territori angioini continentali, avviò un riassetto organizzativo anche della Calabria, togliendo il rango di capoluogo a Reggio Calabria, che aveva sostenuto il suo rivale al trono, Renato d'Angiò, e assegnandolo invece a Catanzaro. Tuttavia, circa venti anni dopo, nel 1465, il suo successore Ferrante I di Napoli ridiede alla città sullo stretto il rango di capoluogo.
Durante la dominazione aragonese si accrebbe il potere dei baroni locali, causando un forte risentimento popolare che sfociò in diverse rivolte, come quella organizzata da Antonio Centelles nel 1459 contro re Ferrante, domata nel sangue dall'esercito regio.

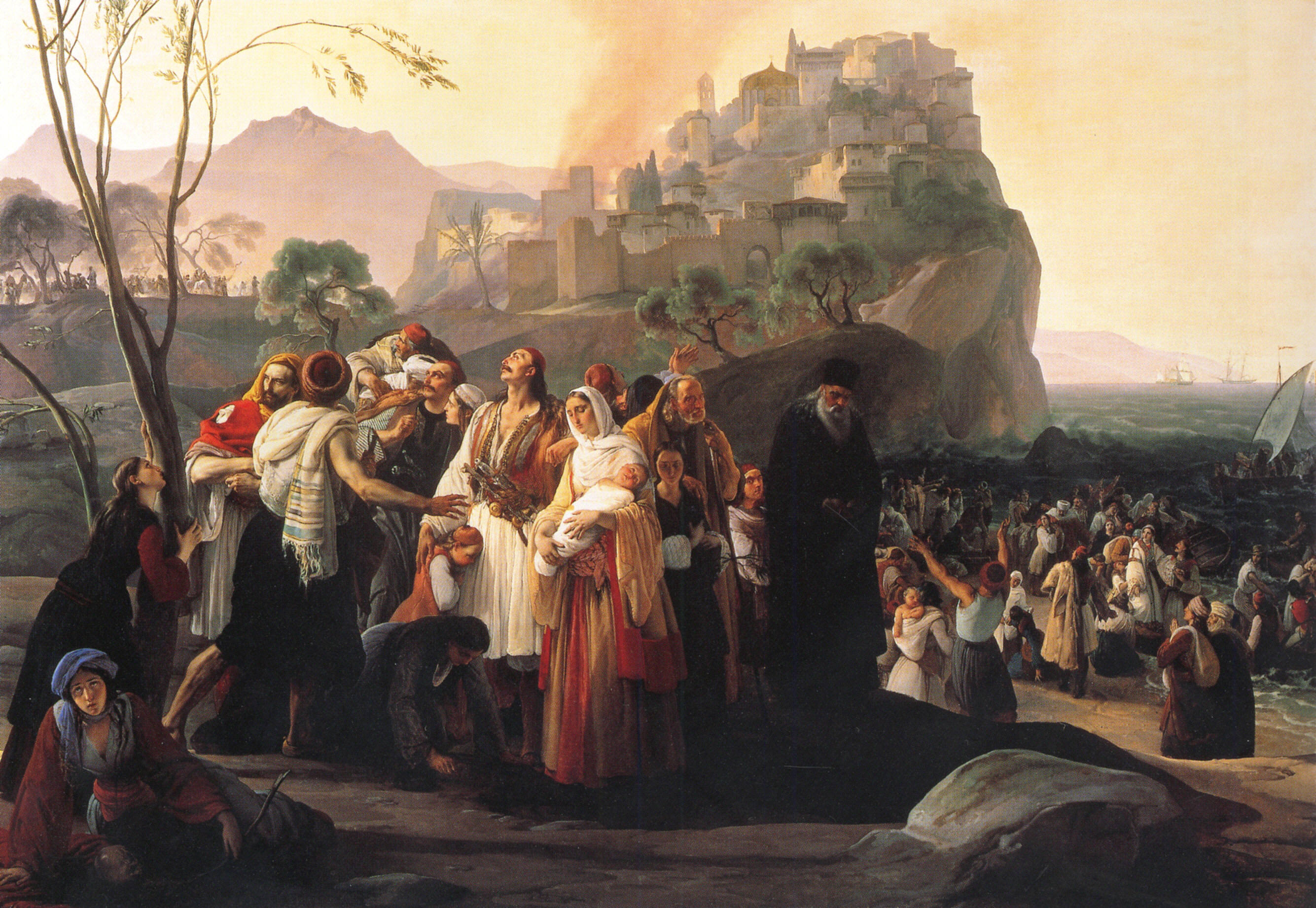
Francesco Hayez, I rifugiati di Parga, allora cittadina albanese dell'Epiro, mentre abbandonano la loro patria

In questo periodo si inquadra anche la migrazione di intere comunità di albanesi in molti paesi della Calabria settentrionale, chiamati dallo stesso re di Napoli in riconoscimento dei servigi che il condottiero albanese Giorgio Castriota Scanderbeg aveva prestato alla corona contro gli Angioini. Dopo il 1478 il sovrano permise a questi profughi che scappavano dall'avanzata turca in Albania dopo la scomparsa di Scanderbeg di occupare interi paesi desolati o abbandonati allo scopo di ripopolarli, concedendo loro anche numerosi privilegi e franchigie regie: da qui nasce la comunità Arbëreshë.

## Il periodo vicereale

### Il viceregno spagnolo
Nel XVI secolo, la Calabria fu caratterizzata da un forte sviluppo demografico ed economico, dovuto principalmente alla crescente domanda di prodotti serici e alla contemporanea crescita dei prezzi, e divenne uno dei più importanti mercati mediterranei per la seta.

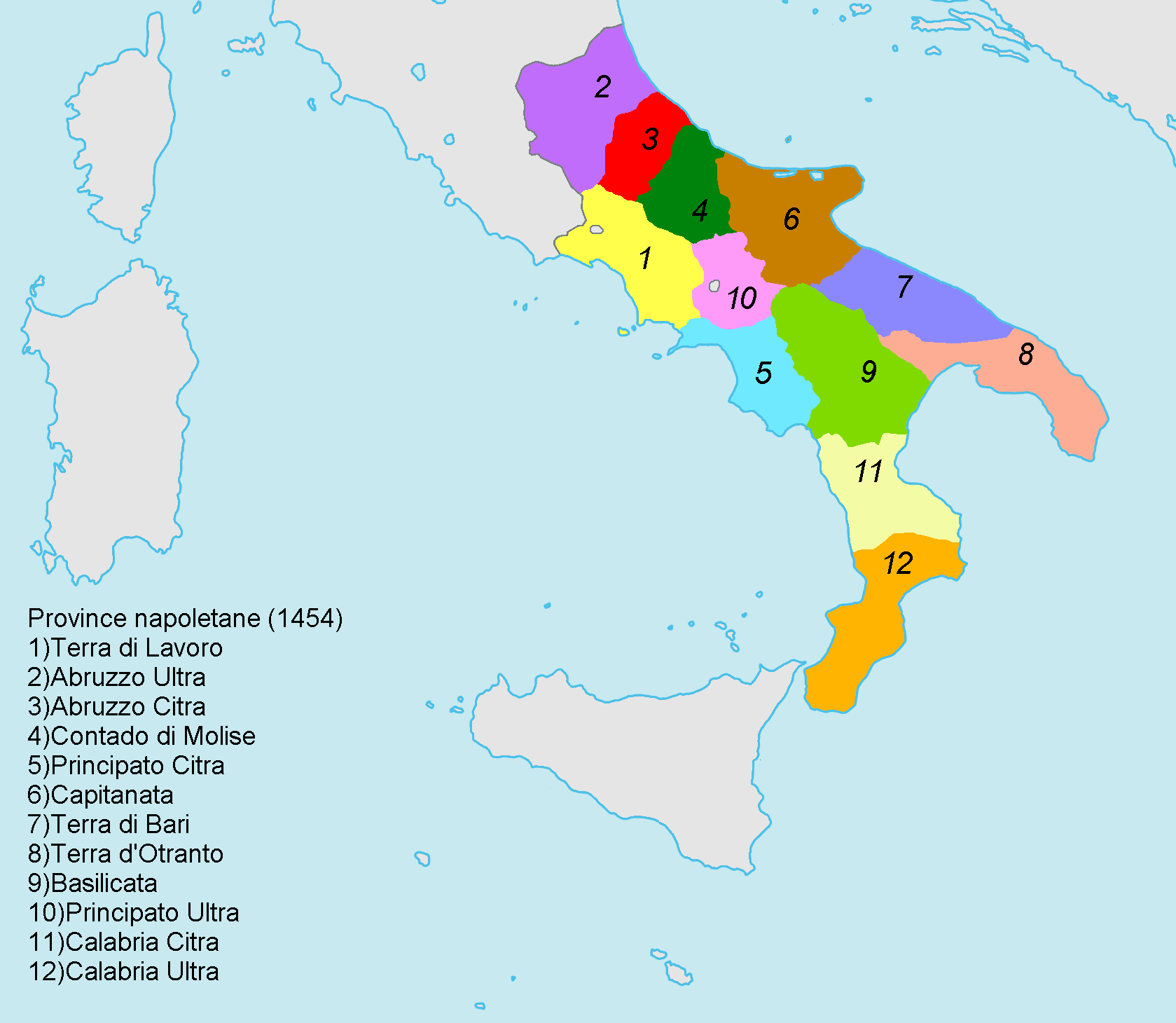
Mappa delle province napoletane nel 1454

Dopo la relativa pacificazione, la Calabria seguì le vicende storiche e politiche del Regno di Napoli, divenendo anch'essa teatro delle lotte tra le grandi potenze dell'epoca, Francia e Spagna, per il controllo territoriale della penisola italiana. Ad esempio, il 28 giugno 1495 si svolse la Battaglia di Seminara, poco a nord di Reggio Calabria, dove le truppe francesi che avevano occupato il Regno di Napoli batterono l'esercito ispano-napoletano al comando di Gonzalo Fernández de Córdoba e Ferrandino d'Aragona, che però l'anno seguente riuscì a prendersi la rivincita e a scacciare i francesi. Pochi anni dopo, nel 1502, lo stesso Córdoba conquistò Reggio, assoggettandola al dominio del monarca spagnolo Ferdinando il Cattolico.

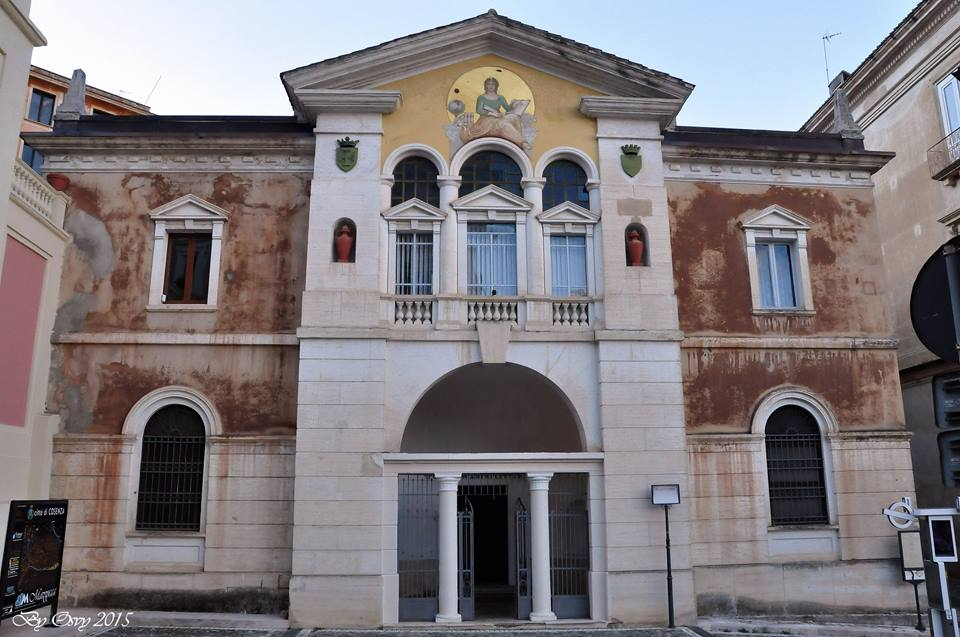
Prospetto centrale della Biblioteca Civica di Cosenza nel centro storico

Da allora la Calabria fu posta sotto la dominazione spagnola per due secoli e venne divisa amministrativamente in due parti: la Calabria Ulteriore e la Calabria Citeriore, inizialmente governate da un unico governatore, poi, dal 1582, da due funzionari distinti. Il capoluogo amministrativo della Calabria Citeriore fu Cosenza, che nel corso del XVI secolo attraversò un'impressionante fioritura artistica e umanistica, tanto da essere definita l'"Atene della Calabria". Infatti la città, oltre a essere, fino al 1557 una delle più importanti città del reame nel capo del diritto, divenne, dopo Napoli, la seconda città ad avere una scuola di cartografia, mentre nel 1511 nacque l'Accademia Cosentina, fondata da Aulo Giano Parrasio e portata ai massimi livelli dal filosofo Bernardino Telesio, definito da Francesco Bacone il primo degli uomini nuovi. Invece, la Calabria Ulteriore ebbe due diverse sedi amministrative: la prima fu Reggio Calabria, che detenne il ruolo di capoluogo per 12 anni, dal 1582 al 1594, perdendolo a causa delle incursioni turche che la saccheggiarono più volte (devastante fu quella del 1594 condotta dal Scipione Cicala, un rinnegato cristiano convertito all'Islam); per tale motivo, dal 1594 la sede degli uffici amministrativi del governatorato venne trasferita a Catanzaro, che mantenne questo ruolo per oltre 220 anni.
Del resto, che la Calabria fosse importante per i monarchi spagnoli lo si capisce già dal regno dell'imperatore Carlo V d'Asburgo, il quale deteneva anche il titolo di re di Napoli, come quando il sovrano concesse numerosi privilegi reali alla città di Catanzaro, che aveva valorosamente resistito il 28 agosto 1528 all'assedio da parte di un esercito francese supportato da alcuni nobili calabresi e pugliesi di tendenze francofile. Per riconoscenza, Carlo V concesse alla città di poter usare come proprio simbolo l'aquila imperiale, la esentò dai tributi regi e le diede la facoltà di battere moneta dal valore di un carlino. Inoltre, l'imperatore visitò personalmente la regione nel 1535, al ritorno dalla vittoriosa presa di Tunisi, dove, al comando di una flotta di ben 500 navi, aveva sconfitto l'esercito ottomano e liberato 20 000 schiavi cristiani. Dopo la conquista africana, Carlo V sbarcò in Sicilia e poi in Calabria, dove, oltrepassato l'Aspromonte, visitò Nicastro, Martirano, Carpanzano, Rogliano, Tessano e Cosenza. Da qui il monarca passò per Bisignano, Castrovillari e Laino, per poi proseguire per Napoli. Durante la dominazione spagnola in Calabria, molte città provarono a difendersi dalle incursioni dei Saraceni, Gioja (oggi Gioia Tauro) venne fortificata con mura di cinta rafforzate da torri d'avvistamento per difendersi dalle incursioni. Diverse città calabresi come Palmi (dove c'è ancora oggi la Torre saracena) e Reggio Calabria furono fortificate con delle Torri.
Malgrado l'oppressiva fiscalità e il crescere del potere baronale, la popolazione non mancò mai di mostrare fedeltà al sovrano, visto come supremo difensore della povera gente contro i soprusi dei potenti. In questa ottica bisogna inquadrare il comportamento tenuto dai catanzaresi nel 1647-1648, quando, esasperati dall'eccessivo carico tributario, assaltarono gli uffici degli esattori delle gabelle (detti arrendatori), incendiandone successivamente le abitazioni. Intervenne allora il governatore, che fece impiccare i capi della rivolta, provocando la fuga del resto dei ribelli.

### Il viceregno austriaco e la conquista borbonica
In seguito alla Guerra di successione spagnola, il Regno di Napoli passò nel 1707 all'Austria, il cui imperatore Carlo VI d'Asburgo divenne anche re di Napoli: gli Asburgo, pur governando per un breve periodo, cercarono di modernizzare le strutture politiche del regno. Nel 1733, dopo lo scoppio della Guerra di successione polacca, i Borbone spagnoli, alleati della Francia contro l'Austria decisero di attaccare Napoli e assicurare quel regno a Carlo III di Borbone, infante di Spagna e figlio di Filippo V di Spagna. Carlo, entrato a Napoli nel 1734, riuscì a sconfiggere le truppe austriache nella Battaglia di Bitonto, assicurandosi il controllo del Regno, nonostante alcune sacche di resistenza, una delle quali fu Reggio Calabria, caduta il 20 giugno 1734.
Per dieci anni, tuttavia, la giovane monarchia borbonica dovette far fronte agli intrighi del partito austriaco presente a Napoli, particolarmente forte in Calabria, dove il duca di Verzino, che già nel 1734 aveva armato un reggimento di fanteria contro l'Infante, prometteva agli austriaci di poter armare 12 000 ribelli per la loro causa di riconquista durante la Guerra di successione austriaca. Ma, dopo la battaglia di Velletri del 1744, nella quale re Carlo respinse un'invasione austriaca del reame, il partito austriaco scomparve, decimato anche dai processi e dalle inquisizioni delle autorità borboniche.

## Il periodo dei Borbone

### Dal regno di Carlo di Borbone alla Repubblica Partenopea
L'avvento sul trono napoletano di Carlo III di Borbone destò un notevole entusiasmo in tutto il Mezzogiorno continentale, in quanto la popolazione sperava che adesso le risorse del Regno di Napoli fossero utilizzate per lo sviluppo delle strutture statali e sociali. Anche la Sicilia venne unita politicamente al Sud Italia, seppur in dominio personale al sovrano borbonico; ciò costituì un vantaggio per la Calabria, che smise di essere una regione periferica del reame e tornò a essere al centro della compagine statale. Lo si vide dal viaggio che re Carlo compì nella regione nel 1735, mentre era diretto a Palermo per essere incoronato Re di Sicilia: giunto il 24 gennaio in Calabria Citeriore, accolto dal preside della provincia, il corteo regio proseguì toccando Sibari, Corigliano, Rossano, Cirò e Strongoli, accolto festosamente dai feudatari del posto e dall'arcivescovo di Rossano, Francesco Maria Muscettola. Quindi Carlo incontrò, ai confini della provincia di Calabria Ulteriore, il Preside di Catanzaro, per fare in seguito tappa a Crotone, festosamente accolto dal patriziato locale, e a Cutro, dove venne ospitato da Giovan Battista Filomarino, principe della Rocca. Proseguendo nel viaggio, il sovrano napoletano soggiornò quattro giorni a Catanzaro, ricevendo l'omaggio delle nobili famiglie dei De Riso e degli Schipani; si recò allora a Monteleone e infine giunse a Palmi, ospite del principe Giovan Francesco Grimaldi. Da qui, Carlo si imbarcò a fine febbraio alla volta di Messina, accompagnato da una flottiglia di imbarcazioni predisposta dal principe di Scilla, Guglielmo Ruffo.
Sin dai primi anni l'azione riformatrice di re Carlo, coadiuvato dall'abile ministro toscano Bernardo Tanucci, fu tesa a rafforzare il potere centrale a discapito di quello baronale e clericale, oltre che ad alleviare le condizioni sociali ed economiche degli strati più umili della popolazione, ma essa ebbe risultati modesti e alterni, per via delle forti pressioni e delle resistenze dei ceti dominanti locali, lesi nei propri privilegi e nei vari interessi particolaristici. Un campo particolarmente riformato fu quello economico e fiscale: nel 1739 venne creato il Supremo Magistrato del Commercio, formato da magistrati, tecnici, commercianti e banchieri, con competenza assoluta sul commercio interno ed estero; nel 1741 fu stipulato un Concordato con la Santa Sede, grazie al quale da quel momento le proprietà ecclesiastiche nel Regno di Napoli vennero tassate, mentre nello stesso periodo si commissionò il cosiddetto Catasto onciario, chiamato così perché valutato in once (moneta nominale pari a 6 ducati o 60 carlini), che avrebbe dovuto riordinare il carico fiscale abbassando le imposte ai più poveri. Tuttavia le ampie esenzioni di cui godevano nobili ed ecclesiastici rappresentarono la concreta resistenza dei ceti privilegiati a questo tentativo di riforma fiscale.
Nel 1759 tuttavia, re Carlo, in seguito ad accordi diplomatici e a complicate vicende famigliari, dovette abdicare al trono di Napoli per cingere la corona di Spagna, dopo la morte del fratellastro Ferdinando VI di Spagna. Il Regno di Napoli passò quindi al figlio di Carlo, Ferdinando IV di Borbone, di appena otto anni, posto sotto la tutela di un Consiglio di reggenza nel quale Tanucci aveva un peso determinante. Ciò permise di continuare la politica riformatrice portata avanti dal ministro, in particolare in campo ecclesiastico, culminata con la cacciata dei Gesuiti dal Regno nel 1769 e l'incameramento dei loro beni. Anche dopo la maggiore età di Ferdinando, Tanucci rimase in carica, ma nel 1774 fu esonerato dietro istigazione della nuova regina Maria Carolina d'Asburgo-Lorena, che voleva far passare Napoli nella sfera d'influenza austriaca. Tuttavia, il re continuò per un periodo la stagione delle riforme, assecondando la corrente illuministica napoletana, composta da intellettuali del calibro di Ferdinando Galiani, Antonio Genovesi e Gaetano Filangeri.
in questo periodo la Calabria visse un periodo di forti calamità naturali, che si accompagnarono a profonde mutazioni sociali ed economiche: è il caso dell'epidemia di peste del 1743, che da Messina colpì Reggio Calabria e il suo circondario, ritardando di qualche tempo la compilazione del catasto onciario da parte delle università locali. Anche il terribile terremoto del 1783, che investì la Calabria meridionale provocando la morte di circa 50 000 persone e la distruzione totale di Reggio, la quale dovette essere completamente ricostruita secondo criteri architettonici più razionali e lineari, mentre, per far fronte alle immense spese di ricostruzione, re Ferdinando IV, che aveva già inviato il principe di Strongoli, Francesco Pignatelli, per fronteggiare le emergenze nelle zone terremotate, istituì il 4 giugno 1784 la Cassa Sacra, un organo governativo che doveva gestire i fondi derivati dagli espropri dei beni ecclesiastici e dei monasteri aboliti per poi devolverli nella opere di ricostruzione; in realtà furono i ricchi possidenti, esponenti della nascente borghesia agraria in cerca di scalata sociale, ad accaparrarsi al miglior prezzo le terre migliori, a scapito del baronaggio e del clero locale.
L'azione riformatrice dei re Ferdinando di Borbone si esaurì dopo le vicende immediatamente susseguitesi alla Rivoluzione francese, le cui idee si stavano diffondendo nell'Europa continentale grazie all'invasione degli eserciti rivoluzionari francesi, destando allarme nelle corti dell'Antico Regime. Proprio per questo motivo, Ferdinando IV nel novembre del 1798 aderì alla coalizione antifrancese e marciò con l'esercito verso Roma, dove il papa Pio VI era stato deposto e vi era stata proclamata la Repubblica romana. Ma l'esercito borbonico, dopo i primi successi, mostrò le sue carenze organiche e dovette ritirarsi, inseguito dalle truppe francesi di supporto ai rivoluzionari giacobini italiani, che lo costrinsero a lasciare Napoli per la Sicilia, mentre il 21 gennaio 1799 fu proclamata la Repubblica Partenopea, il cui atto di nascita venne redatto dal giacobino calabrese Giuseppe Logoteta.

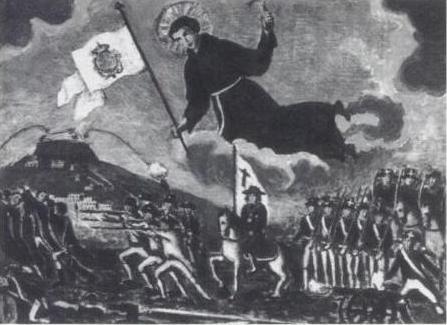
Illustrazione popolare del tempo raffigurante Sant'Antonio di Padova che protegge l'Armata Cristiana e Reale, con il cardinale Fabrizio Ruffo a cavallo, durante la sua avanzata e i combattimenti.

Il nuovo regime repubblicano, però, non si consolidò bene tra gli strati popolari del Mezzogiorno, specialmente in Calabria, dove solo Cosenza, Catanzaro e Crotone aderirono alla causa repubblicana, mentre rimasero fedele ai Borbone i grossi centri ionici e l'area dirimpettaia la costa siciliana, come Reggio Calabria, Scilla, Bagnara e Palmi. Ciò faceva ben sperare ai reali borbonici, in esilio a Palermo, di poter riconquistare in breve tempo il Regno: quindi Ferdinando accolse ben volentieri la proposta del cardinale Fabrizio Ruffo, che si proponeva di mobilitare le masse contadine calabresi sotto il nome del re e della religione, formare un'armata e riconquistare Napoli. Ricevuto, il 7 febbraio 1799 il titolo di "Vicario di Re", il cardinale Ruffo sbarcò l'indomani in Calabria, reclutando le prime schiere nei feudi di famiglia di Scilla e di Bagnara. Ben presto l'armata di Ruffo, denominata Esercito della Santa Fede perché marciava sotto i vessilli della Chiesa e del trono, giunse a contare 25 000 uomini, ai quali si aggiunsero bande di briganti, sbandati, disertori e anche contingenti militari stranieri, come inglesi, russi e perfino turchi. Con questi uomini il cardinale riuscì a conquistare Paola e Crotone, che si opposero strenuamente e vennero crudelmente saccheggiate, nonostante i tentativi di Ruffo di impedire i saccheggi e le violenze, per poi riuscire, in soli quattro mesi, a riconquistare tutto il Regno di Napoli, concedendo, nel giugno del 1799 una resa onorevole agli ultimi giacobini napoletani asserragliati a Forte Sant'Elmo. Essa però non venne rispettata né dai sovrani borbonici né dall'ammiraglio Horatio Nelson, il quale, rinnegando i termini di resa, fece impiccare 124 rivoluzionari napoletani, esautorando Ruffo dal comando.

### L'intermezzo francese e la restaurazione borbonica
Dopo aver riottenuto il trono, re Ferdinando non seppe però consolidare il potere appena riconquistato, tanto che nel 1806, di fronte a una nuova invasione francese operata dalle truppe di Napoleone Bonaparte, dovette di nuovo rifugiarsi a Palermo, sotto la protezione della marina militare inglese, mentre il Regno di Napoli venne affidato da Napoleone al fratello maggiore Giuseppe Bonaparte. Non marcarono tuttavia nel Mezzogiorno continentale numerosi focolai di rivolte legittimiste, come in Calabria, dove scoppiò una vera e propria insurrezione popolare, nota come Insurrezione calabrese, portata avanti da briganti, contadini e sbandati dell'esercito borbonico, appoggiati anche da reparti militari inglesi sbarcati nella regione. Per domare la rivolta, durata tre anni, bisognò impegnare forze consistenti e due dei migliori generali francesi: Andrea Massena e Jean Maximilien Lamarque, che impiegarono anche mezzi crudeli e spietati, come il diritto di rappresaglia contro interi paesi che fiancheggiavano i briganti e inneggiavano ai Borbone, come nel caso del massacro di Lauria, perpetrato dai soldati di Massena.
Malgrado ciò, il periodo di dominazione napoleonica provocò grandi innovazioni e sconvolgimenti sul piano sociale ed economico: infatti, il 2 agosto 1806 Giuseppe Bonaparte decretò l'eversione della feudalità, abolendo in tal modo le giurisdizioni baronali, le prestazioni personali di tipo feudale e i diritti proibitivi, ossia i monopoli su alcune attività produttive. Le terre e i beni messi in liquidazione e aperte allo sfruttamento commerciale dal governo francese furono acquistate dagli esponenti della nuova borghesia agraria che cominciava ad acquistare sempre maggiore peso politico. A ciò si aggiunse una ripartizione amministrativa del Regno, che con decreto dell'8 dicembre 1806 fu suddiviso in distretti e circondari: la Calabria mantenne la suddivisione delle due province di "Citeriore", il cui capoluogo rimase a Cosenza, e di "Ulteriore"", che invece ebbe assegnato come sede amministrativa Monteleone in luogo di Catanzaro, sia per la relativa facilità di comunicazione, sia per necessità militari. Entrambe le province calabresi, presiedute da un intendente, erano ripartite in quattro distretti, posti sotto la giurisdizione dei rispettivi sottintendenti, a loro volta divisi in circondari, ognuno dei quali raggruppava un certo numero di comuni. Nel 1810 ci fu un cambio dinastico sul trono di Napoli: al posto di Giuseppe Bonaparte, messo dall'imperatore suo fratello a governare la Spagna appena conquistata, divenne re di Napoli Gioacchino Murat, cognato di Napoleone in quanto marito di sua sorella Carolina Bonaparte. Il nuovo re riprese con più vigore il processo di modernizzazione sociale ed economica del suo nuovo regno: riformò profondamente il sistema fiscale, sostituendo alle contribuzioni fiscali borboniche come il testatico, il focatico e la tassa d'industria, un'unica imposta fondiaria diretta che gravava sulla proprietà terriera; dal 1811 avviò inchieste governative per conoscere le condizioni di vita delle popolazioni rurali, mentre in ambito economico si dimostrò interessato allo sfruttamento delle risorse minerarie, come nel caso delle miniere collegate alle ferrerie della Mongiana, nelle Serre.
Il periodo di dominazione napoleonica terminò nel 1815, dopo la caduta di Napoleone in seguito alla disfatta di Waterloo, che vide il ritorno sul trono del deposto sovrano borbonico, malgrado il tentativo di Murat, avvenuto nell'ottobre dello stesso anno, di riconquistare il trono con una piccola spedizione militare, che nelle sue intenzioni avrebbe dovuto sollevare tutto il Mezzogiorno continentale. Ma l'ex re di Napoli, sbarcato a Pizzo Calabro, venne tradito e catturato dalle truppe borboniche: venne quindi condannato a morte da un tribunale militare presieduto dal generale Vito Nunziante e fucilato, il 13 ottobre 1815, nel castello della cittadina calabrese. Così, ritornato sul trono e consolidato il suo potere, il re borbonico avviò l'unificazione amministrativa dei due Regni che governava: con la legge del 16 dicembre 1816 infatti nacque il Regno delle Due Sicilie, di cui Ferdinando fu il primo monarca con il nome di Ferdinando I delle Due Sicilie.

### Dai moti carbonari alla Spedizione dei Mille
Il ritorno dei Borbone al trono portò un periodo restaurazione monarchica di stampo assoluto, ma non intaccò le riforme amministrative introdotte dai dominatori francesi, in quanto esse potevano essere funzionali a un più stretto controllo del governo centrale sui territori periferici. Vennero anzi incrementate e potenziate, come nel caso della Calabria, che con regio decreto del 1º maggio 1816 ebbe due nuovi ripartizioni amministrative: la provincia della Calabria Ulteriore Prima, con capoluogo a Reggio, e quella della Calabria Ulteriore Seconda, con sede principale a Catanzaro.
Tuttavia l'assolutismo monarchico del sovrano generò una netta opposizione liberale, formata da quei quadri dirigenti borghesi che avevano prosperato durante la dominazione francese e che adesso si vedevano surclassati nuovamente da esponenti nobiliari e clericali per motivi di ceto sociale. Essi erano soprattutto ufficiali dell'esercito, ma anche borghesi, intellettuali e impiegati civili, molti dei quali aderenti alla setta della Carboneria, nata con il preciso scopo di creare un'Italia indipendente dalla dominazione straniera e di costringere i vari sovrani italiani a concedere una Costituzione liberale. Così, il 1º luglio 1820, dopo la notizia della concessione in Spagna della Costituzione di Cadice, molti ufficiali carbonari, tra i quali i sottotenenti di cavalleria Giuseppe Silvati e Michele Morelli (quest'ultimo calabrese), marciarono con i loro reggimenti da Nola per costringere Ferdinando I a concedere la Costituzione, raccogliendo numerosi sostenitori lungo la strada per Napoli. Il sovrano dovette cedere alla pressione popolare e concedere la carta costituzionale, ma l'esperimento liberale durò poco, in quanto le truppe austriache, segretamente chiamate in soccorso da Ferdinando stesso, stroncarono i moti carbonari napoletani. I principali capi del sommovimento rivoluzionario, ossia Morelli e Silvati, furono condannati a morte e impiccati nel settembre del 1822.
Dopo la morte di Ferdinando I nel 1825 e il breve regno del figlio Francesco I, nel 1830 sul trono salì il ventenne Ferdinando II, figlio di Francesco I; dopo aver concesso alcune parziali riforme economiche e amministrative (taglio della lista civile, abolizione di alcune spese di corte superflue, riduzione dello stipendio dei ministri, richiamo degli ex ufficiali murattiani nell'esercito, riorganizzazione dell'esercito), il nuovo sovrano non concesse però quelle riforme politiche e istituzionali tanto attese dai liberali, puntellando anzi il regime poliziesco instaurato dai predecessori e stroncando ogni minimo sentore di rivolta politica. Però, a differenza del padre e del nonno, Ferdinando II si rendeva conto delle condizioni delle province periferiche del suo regno e pertanto decise di compiere numerosi viaggi ufficiali per visitarle: il primo di questi incominciò il 7 aprile 1833 quando il re, partito da Napoli, giunse in Calabria, dopo aver attraversato Sala Consilina e Lagonegro. L'11 aprile fu a Castrovillari, passò rapidamente per Cosenza e Monteleone, visitò Tropea, Nicotera, Bagnara e Reggio Calabria, da dove si imbarcò per Messina. Dopo alcuni giorni re Ferdinando II tornò a Bagnara e quindi si recò a visitare le ferrerie della Mongiana; il 23 aprile sostò a Catanzaro, percorse quindi la costa ionica e si recò verso Taranto e Lecce, viaggiò attraversò la Capitanata, il Principato Ulteriore e infine tornò nella capitale il 6 maggio. Durante la sua visita il sovrano borbonico fece molte cose utili: concesse indulti, decretò ponti e strade, corresse alcune azioni arbitrarie dei pubblici amministratori ed elargì cospicui soccorsi ai terremotati che avevano perso tutto nel terremoto dell'8 marzo 1832 avvenuto nel bacino del Crati e del Coraci.
Negli anni seguenti, prima del grande scoppio della Primavera dei popoli, la Calabria fu teatro di numerosi moti insurrezionali di stampo liberale e mazziniano, tutti repressi nel sangue dal regime borbonico. I protagonisti furono sia patrioti di altre parti d'Italia, come i veneziani Fratelli Bandiera, giunti nel 1844 per dar manforte all'abortita rivolta di Cosenza, per essere traditi da un loro compagno e catturati dalla gendarmeria borbonica, che li fucilò nell'agosto dello stesso anno nel Vallone di Rovito dopo un processo sommario, sia calabresi, come i Cinque Martiri di Gerace (Michele Bello, Pietro Mazzoni, Gaetano Ruffo, Domenico Salvadori e Rocco Verduci), i quali nel 1847 cercarono di far insorgere il Circondario di Gerace, nell'ambito della rivolta mazziniana di Reggio Calabria e di Messina del 2 settembre 1847, per poi pagare con la fucilazione il proprio amor patrio dopo la repressione della rivolta liberale.
Quando nel gennaio del 1848 re Ferdinando II fu costretto a concedere una costituzione liberale dopo le numerose manifestazioni popolari in tal senso, molti liberali meridionali videro con sincero interesse al cambiamento di governo, tanto che molti di essi vennero eletti nelle elezioni politiche di aprile per il Parlamento. Ma il sovrano non aveva in mente di rispettare la carta costituzionale: il 5 maggio 1848, con un colpo di Stato, sciolse il Parlamento e fece anche bombardare Napoli che si era ribellata, provocando oltre 1 000 morti tra i popolani. A questa notizia sorsero in Calabria dei comitati insurrezionali per resistere alla repressione borbonica, i più organizzati dei quali erano di Cosenza e Catanzaro, che chiamarono a raccolta armi, fondi e volontari per resistere all'esercito borbonico. Malgrado gli sforzi, a causa delle divisioni sulla modalità di condurre le operazioni militari, gli insorti calabresi in giugno furono dispersi dall'arrivo dei 5 000 soldati borbonici al comando dei generali Nunziante e Busacca. Dopo la sconfitta, seguirono le repressioni politiche, manifestatisi in condanne a morte (alcune in contumacia) dei maggiori responsabili dei moti, all'ergastolo, ai ferri.
Ciò provocò la definitiva spaccatura tra la monarchia borbonica e la borghesia liberale, colpita e decimata da arresti e persecuzioni, che aderirà ben presto alla causa unitaria italiana. E fu contando proprio su questo legame che Giuseppe Garibaldi sarebbe riuscito a sbarcare sulle coste calabresi, a Melito Porto Salvo, il 19 agosto 1860, dopo aver conquistato la Sicilia. A spalleggiare i volontari garibaldini ci sarebbero stati gli insorti calabresi guidati dal reggino Agostino Plutino, grazie ai quali, il 21 agosto, con la Battaglia di Piazza Duomo, riuscì a conquistare la città di Reggio Calabria. Quindi, dopo essere riuscito a disarmare ben 12 000 uomini del colonnello Vial a Soveria Mannelli, l'esercito garibaldino marciò su Napoli, dove Garibaldi entrò il 6 settembre, accolto trionfalmente dalla popolazione. Infine, dopo la vittoriosa Battaglia del Volturno (26 settembre - 2 ottobre 1860), con la quale venne scongiurata la riconquista borbonica di Napoli, il 26 ottobre 1860 avvenne l'incontro di Teano tra Garibaldi e re Vittorio Emanuele II di Savoia, il quale, dopo aver emanato un proclama ai suoi nuovi sudditi meridionali, ebbe annessa alla sua corona anche il Mezzogiorno d'Italia.

## Il Regno d'Italia

### Dall'unificazione ai primi anni del Novecento
Con il plebiscito del 21 ottobre 1860 la Calabria, insieme alle altre province meridionali, entrò a far parte del Regno di Sardegna: di conseguenza si indissero nuove elezioni politiche per permettere ai nuovi territori annessi di avere una rappresentanza in Parlamento. La tornata elettorale si tenne il 27 gennaio 1861, mentre il nuovo Parlamento fu inaugurato a Torino il 18 febbraio dello stesso anno: primo e più importante provvedimento della nuova assemblea fu la fondazione del nuovo Regno d'Italia, proclamato il 17 marzo 1861 con Vittorio Emanuele II come re costituzionale. Tuttavia, il modo di votare tra il plebiscito e le elezioni parlamentari fu molto diverso: se nel 1860 infatti avevano potuto votare tutti i cittadini maschi di almeno 21 anni e in possesso dei diritti civili, alla tornata elettorale successiva fu applicata la legge elettorale piemontese, di tipo censitario, che prevedeva il voto solo per i cittadini maschi che avevano almeno 25 anni, in grado di leggere e scrivere e che pagavano almeno 40 lire d'imposta. Ciò permise, grazie a un elettorato molto ristretto, di eleggere alla carica di deputato molti esponenti del ceto nobiliare e alto-borghese, al quale appartenevano anche molti patrioti calabresi, come Francesco Stocco e i fratelli Antonino Plutino e Agostino Plutino, che militavano nei grandi raggruppamenti politici dell'epoca: la Destra storica, di tendenza liberale e conservatrice, e la Sinistra storica, di idee progressiste e democratiche.
Lo scontro politico tra Destra e Sinistra era focalizzato in particolare sul modo di completare l'Unità d'Italia, alla quale mancavano ancora Venezia e Roma: i moderati volevano il completamento nazionale attraverso accordi diplomatici e la mediazione della Francia, storica alleata del Paese, mentre i democratici erano più propensi a degli interventi armati da parte dell'esercito italiano per liberare quei territori con il consenso delle popolazioni locali. Questa diversità di vedute può trovare una tangibile raffigurazione nel 1862, quando avvenne la Giornata d'Aspromonte, ossia il tentativo di Giuseppe Garibaldi di ripetere la Spedizione dei Mille, partendo dalla Sicilia e muovendo verso Roma per toglierla al papa e consegnarla al Regno d'Italia. Era in quel momento al governo Urbano Rattazzi, capo della Sinistra storica, divenuto dopo la morte di Cavour l'uomo politico più influente del Regno, in quanto godeva della fiducia del sovrano. Quando nell'estate del 1862 Garibaldi si recò in Sicilia, entusiasticamente accolto dalla popolazione, il governo sostanzialmente lasciò correre, forse sapendo delle sue reali intenzioni di liberare Roma; quando però Napoleone III, grande protettore di papa Pio IX, minacciò l'inviò di un corpo di spedizione francese per difendere il potere temporale della Chiesa, allora sia il re Vittorio Emanuele II sia Rattazzi corsero ai ripari: il monarca emanò un proclama con il quale sconfessava l'azione dei garibaldini, mentre il governo mobilitò l'esercito per fermare il generale. Infatti, già dopo essere sbarcato il 25 agosto 1862 a Melito Porto Salvo alla testa di 3 000 uomini, Garibaldi fu accolto a fucilate da un reparto militare uscito da Reggio: per questo i garibaldini ripiegarono sul massiccio montuoso dell'Aspromonte, dove marciarono per tre giorni, accampandosi nei pressi di Gambarie, nel territorio di Sant'Eufemia d'Aspromonte. Qui, il 29 agosto, i volontari garibaldini vennero assaliti da una colonna militare comandata dal colonnello Emilio Pallavicini: dopo un breve scontro a fuoco nel quale ci furono perdite da ambo le parti (7 morti e 20 feriti per i garibaldini, 5 morti e 23 feriti per i soldati regolari), Garibaldi, che voleva evitare lo scontro, ordinò il cessate il fuoco. Ferito anch'egli al malleolo sinistro, si arrese a Pallavicini, che lo fece trasportare a Scilla e poi a Paola, dove fu imbarcato su una nave militare, la pirofregata Duca di Genova, e trasportato a La Spezia, dove venne imprigionato nella fortezza del Varignano. Seppur in seguito sia stato amnistiato, la vicenda provocò un terremoto politico in Italia, conclusosi con le dimissioni di Rattazzi da capo del governo e le accuse rivolte al Re di aver illuso Garibaldi sulla fattibilità di realizzare l'impresa, salvo poi abbandonarlo quando le cose si erano complicate.
Nei primi anni di vita del nuovo Regno, anche la Calabria fu teatro dell'imperversare del brigantaggio postunitario, il quale, da sempre endemico nel Mezzogiorno, si era connotato, nella fase di transizione tra il Regno borbonico e quello italiano, anche di aspirazioni legittimiste: infatti i legittimisti borbonici locali e il governo di Francesco II delle Due Sicilie in esilio a Roma, tentarono di guidare e coordinare l'azione delle varie bande di briganti che imperversavano nel Sud e che si accanivano soprattutto contro gli esponenti del neonato regime liberale (i "galantuomini"), spesso esponenti di quella borghesia agraria in cerca di prestigio sociale che era sempre stata invisa alla dinastia borbonica. In questa ottica si deve quindi inquadrare la Spedizione di Borjes, un tentativo legittimista borbonico di riconquista del Regno di Napoli operato da José Borjes, un generale catalano distintosi nelle guerre carliste in Spagna che pensava di riuscire nell'impresa imitando la spedizione sanfedista del cardinale Fabrizio Ruffo sessanta anni prima. Dopo aver ricevuto rassicurazione sull'appoggio che la popolazione locale avrebbe dato alla sua causa, Borjes partì da Malta e sbarcò a Brancaleone il 14 settembre 1861 con soli 21 uomini, quasi tutti spagnoli: il suo obiettivo era quello di entrare in contatto con le bande di briganti e di unirle in un unico grande esercito per riconquistare tutto il territorio napoletano. Per questo si unì alla banda di Ferdinando Mittiga, capo brigante operante nella zona al comando di 120 uomini, ma subito nacquero i dissidi, perché il brigante voleva assaltare il paese natio di Platì e vendicarsi dei liberali del posto, contro l'opinione di Borjes, che alla fine dovette cedere. L'assalto avvenne il 17 settembre e fu un insuccesso, in quanto i briganti e i legittimisti vennero respinti dalle Guardie Nazionali e da un reparto regolare dell'esercito. Questo fallimento ben presto portò alla rottura della collaborazione tra i due comandanti: il 20 ottobre Borjes lasciò la Calabria per recarsi in Basilicata e unire le sue forze a quelle di Carmine Crocco, grazie al quale ottenne anche alcuni parziali successi, ma non raggiunse l'obiettivo finale, in quanto il capo-brigante si rifiutava di trasformare i suoi uomini in un esercito regolare. Quindi, constatato il fallimento del piano, il generale catalano tentò di attraversare il confine con lo Stato Pontificio e recarsi a Roma per riferire al sovrano borbonico, ma venne catturato a Tagliacozzo e immediatamente fucilato l'8 dicembre 1861. Il fallimento della spedizione di Borjes non pose tuttavia fine al fenomeno del brigantaggio, che anzi continuò a imperversare nel Mezzogiorno con maggior virulenza: per questo il Governo Minghetti I il 15 agosto 1863 promulgava la legge Pica, una norma che, nell'ottica di combattere il brigantaggio, di fatto sospendeva le garanzie costituzionali per le province meridionali, imponendo lo stato d'assedio e affidando i briganti catturati al giudizio dei tribunali militari, senza possibilità di appello o di difesa. Per quanto riguarda la Calabria, la legge fu applicata nelle province di Calabria Citeriore e Calabria Ulteriore Seconda, mentre la zona del Reggino ne fu esentata, così come la zona intorno a Napoli e parte della Puglia, in quanto la situazione in questi territori era sotto controllo. La legge Pica rimase in vigore fino al 31 dicembre 1865 e contribuì di molto a debellare il fenomeno del brigantaggio, seppur con metodi repressivi e senza dare una sostanziale risposta ai molti problemi sociali ed economici dei territori meridionali.
Un problema atavico era la questione del latifondo, che era in mano a pochi possidenti terrieri che rappresentavano l'élite economica e politica del luogo, formando la spina dorsale della classe politica meridionale, la quale, di idee conservatrici, era intesa solo al mantenimento dei propri privilegi senza lasciare la benché minima possibilità di ascesa sociale alle masse rurali e contadine, che formavano la maggioranza della popolazione. In questa ottica si spiega anche il diffusissimo analfabetismo, che toccava l'apice nel Mezzogiorno, dove il 90% della popolazione non sapeva né leggere né scrivere. Anche l'estensione a tutto il Regno della legge Casati, che introduceva per la prima volta l'obbligatorietà scolastica per un massimo di due anni, non produsse gli effetti sperati: infatti una pecca della legge era che fossero i comuni a dover provvedere alla costruzione e al mantenimento degli edifici scolastici, nonché al reclutamento e al pagamento dei maestri elementari, cosa impossibile per molti comuni meridionali, che non costruivano le scuole perché spesso erano con bilanci in rosso o anche perché mancava la volontà politica di avviare un sistema di educazione scolastico efficace, poiché i dirigenti locali ne temevano le potenzialità e le rivendicazioni sociali. Stesso discorso valeva per la successiva riforma scolastica, la legge Coppino del 1877, che innalzava l'obbligo scolastico fino ai 9 anni d'età e concedeva mutui a tasso agevolato ai comuni che costruivano gli edifici scolastici: i comuni meridionali tuttavia spesso non fecero partire i lavori, in quanto temevano che il nuovo provvedimento scolastico avrebbe reso le masse contadine più consapevoli dei propri diritti, e quindi i notabili locali avrebbero perduto le proprie clientele elettorali.
Nella politica nazionale, furono numerosi i politici calabresi, spesso con un passato risorgimentale alle spalle, che ricoprirono ruoli importanti nei vari governi italiani di quel periodo: Giovanni Nicotera, eroe della Spedizione di Sapri e compagno di Carlo Pisacane, ministro dell'interno nei governi di Agostino Depretis e di Antonio Di Rudinì, che fu a capo di una formazione politica di Sinistra chiamata Pentarchia perché comprendente i maggiori leader della Sinistra storica (lui, Francesco Crispi, Giuseppe Zanardelli, Alfredo Baccarini e Benedetto Cairoli), ostile alle politiche trasformiste di Depretis; Luigi Miceli, mazziniano e garibaldino, ministro dell'Agricoltura, Industria e Commercio nel Governo Cairoli III; Bernardino Grimaldi, ministro delle Finanze nel Governo Crispi I e nel Governo Giolitti I, implicato nello Scandalo della Banca Romana del 1893.
Proprio durante gli anni ottanta del XIX secolo si aggravarono le condizioni economiche del Mezzogiorno, la cui economia agricola fu fortemente danneggiata dalla guerra doganale iniziatasi tra Italia e Francia nel 1889: infatti, per proteggere il suo fragile tessuto industriale, il governo italiano elevò i dazi d'importazione sulle merci estere, a cui la Francia rispose chiudendo le importazioni di merci agricole italiane, mandando in rovina molte aziende agricole del Sud. Questo, unito alla grave repressione economica di quegli anni, incentivò il fenomeno dell'emigrazione, in particolar modo verso l'America, fatto che, se da una parte diminuì la richiesta di manodopera, dall'altro lasciò intere regioni e paesi spopolati e privò questi territori delle migliori energie. Un esempio è dato da Castrovillari e dal suo circondario, che nel 1901 fecero registrare un calo di 7 190 persone, dovuto all'emigrazione transoceanica.
Con l'avvento del Novecento e della moderna società industriale, la situazione non cambiò di molto per la Calabria, ancora legata a modelli di società e produzione economica arcaica e semi-feudale: nonostante le leggi speciali per il Mezzogiorno, varate tra il 1904 e il 1906 dal nuovo primo ministro Giovanni Giolitti, concedessero numerosi finanziamenti per lavori pubblici e infrastrutture, si trattava sempre di provvedimenti calati dall'alto e senza una reale visione del quadro generale, visti solo come interventi straordinari per singoli casi specifici. Inoltre, in aggiunta agli atavici problemi economici e sociali, anche numerose calamità naturali contribuirono a rendere ancora più misere le condizioni della popolazione calabrese, flagellata da inondazioni, siccità e due terribili terremoti, uno avvenuto l'8 settembre 1905, l'altro, più famoso, seguì appena tre anni dopo e fu molto più devastante. Infatti, il terremoto del 1908 distrusse le città di Messina e di Reggio Calabria, oltre a numerosi paesi della fascia costiera adiacente allo stretto e che provocò tra le 90 000 e le 120 000 vittime tra la popolazione. Il governo italiano inviò dei soccorsi tramite la Regia Marina e adottò delle misure di emergenza per le zone terremotate, subendo però critiche per i ritardi che la marina impiegò nell'aiutare i civili e per l'opera di ricostruzione delle città devastate. Maggior successo riscosse invece la visita di re Vittorio Emanuele III e della moglie Elena del Montenegro, la cui prodigalità nel voler salvare i feriti e nell'aiutare i terremotati le valse una grande popolarità.
Tutte queste cause di arretratezza e di sottosviluppo, unite ai recenti eventi calamitosi verificatisi, spinsero il governo a varare, nel 1910, una commissione d'inchiesta presieduta dal deputato Francesco Saverio Nitti per indagare le cause della miseria sociale ed economica della Calabria. Il risultato finale fu desolante: braccianti agricoli che lavoravano immensi latifondi con paghe da fame, analfabetismo ancora molto diffuso, servizi e infrastrutture pubbliche quasi inesistenti oppure inadeguate, inefficienza e lentezza burocratica, potere politico e sociale in mano ai notabili locali, spesso appoggiati da molti esponenti del clero, desiderosi di mantenere privilegi economici e sociali.
Unica nota positiva in questo panorama a tinte fosche fu l'inizio della comparsa sulla scena politica regionale dei primi partiti e movimenti politici organizzati, spesso di matrice socialista o cattolica, grazie anche alla riforma elettorale del 1882 che aveva allargato il suffragio elettorale a una più larga parte di popolazione, che sapesse leggere e scrivere, pagasse almeno 19,80 lire e avesse svolto il servizio militare. Specialmente in Calabria l'elettorato passò da 23 000 iscritti a circa 70 000. Si diffusero inoltre numerose leghe contadine, socialiste o cattoliche, il cui scopo era quello di ottenere migliori condizioni contrattuali di lavoro e un più decente tenore di vita. Segno tangibile di questo lento cambiamento fu la candidatura nel 1909 alla Camera dei deputati dell'avvocato socialista Alfredo Attilio Schettini e l'elezione di Luigi Saraceni nel 1913: repubblicano e anti-giolittiano, si era già messo in luce dal 1901, quando aveva sollecitato la costruzione della ferrovia Lagonegro-Castrovillari.

### La prima guerra mondiale e l'avvento del fascismo

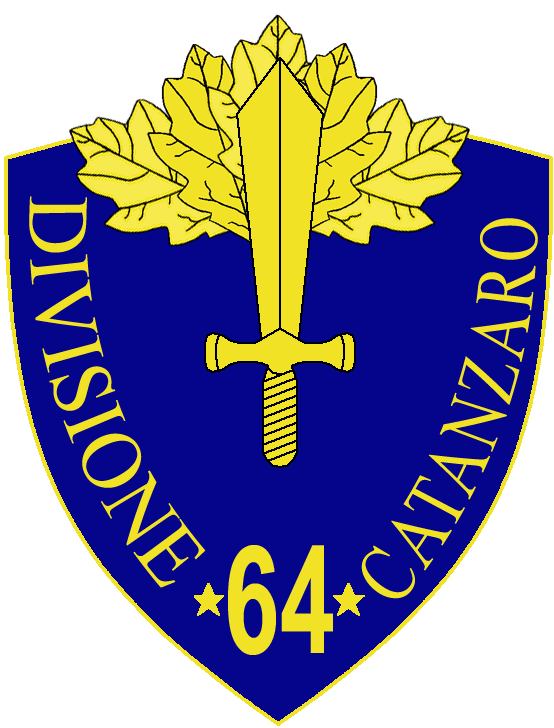
Stemma della 64ª Divisione fanteria "Catanzaro"

Lo scoppio del primo conflitto mondiale vide la Calabria partecipare allo sforzo bellico dell'Italia con la costituzione di cinque brigate, la più famosa delle quali fu la Brigata Catanzaro, formata da due reggimenti (il 141° e il 142°) e composta quasi esclusivamente da soldati calabresi, una delle unità militari più impegnata e sfruttata dal Regio Esercito nella guerra contro l'Austria-Ungheria. Infatti, inquadrata nella Terza Armata al comando del Duca d'Aosta, cugino del re, partecipò alla terza battaglia dell'Isonzo, dove, sul Monte San Michele, tra il 17 e il 26 ottobre 1915 perse quasi la metà dei suoi effettivi (circa 6 000 uomini). Inoltre, durante la Strafexpedition del giugno del 1916, il 141º Reggimento della Brigata perse il 38% dei componenti, con 333 caduti.

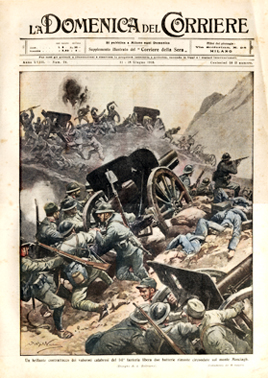
Copertina de La Domenica del Corriere dedicata alla Brigata Catanzaro

Oltre a essere una delle unità militari italiane più impegnate e decorate al valore nel corso del conflitto, la Brigata Catanzaro fu anche la prima a innescare l'unico episodio di aperta ribellione sul fronte italiano, avvenuto nel giugno del 1917: la causa fu l'ordine di rientrare subito in trincea nonostante i soldati calabresi fossero appena stati mandati nelle retrovie per un periodo di riposo. Adirati e indignati, molti soldati di alcune compagnie del 142º Reggimento incominciarono una rivolta contro gli ufficiali, uccidendone tre insieme a quattro carabinieri. Sedata la ribellione con l'aiuto di reparti di cavalleria, di artiglieria mobile e di carabinieri, lo Stato Maggiore decise la decimazione della Brigata, come monito per eventuali sommovimenti: vennero così fucilati 28 soldati, dei quali 12 sorteggiati tra i più facinorosi, mentre i superstiti furono rimandati in prima linea sotto scorta armata. Lo stesso Duca d'Aosta, comandante generale della Brigata, ricercò le cause della ribellione nel periodo di servizio prolungato sul Carso e la disparità di trattamento con altre brigate, che godevano di turni di riposo più agevoli; di diverso parere il rapporto del generale Tettoni, comandante del VII Corpo d'Armata, che imputava l'origine delle sollevazione nella propaganda socialista tra le truppe e nelle notizie dei giornali che riportavano la recente disfatta della Russia.
Dopo la vittoriosa conclusione del conflitto con l'armistizio di Villa Giusti del 3 novembre 1918, ebbe inizio la smobilitazione degli ex combattenti, in maggioranza di estrazione contadina, ai quali, nel corso della guerra, era stata promessa l'assegnazione di terre derivate dal frazionamento dei grandi latifondi. La mancanza di volontà politica nell'attuazione di questa promessa, insieme alle tensioni nazionalistiche striscianti nel Paese dovute alla questione di Fiume e della Dalmazia, generarono in Italia un clima di risentimento e di agitazioni sociali, tramutatisi in scioperi, manifestazioni nazionalistiche anti-governative e occupazioni di terre incolte da parte dei contadini in rivolta, spesso organizzati in leghe o federazioni di diversa coloritura politica. Per tali motivi, il 2 settembre 1919 il governo italiano, presieduto da Francesco Saverio Nitti, emanò il cosiddetto Decreto Visocchi (dal nome del ministro dell'Agricoltura, Achille Visocchi), che attribuiva ai prefetti la facoltà di assegnare temporaneamente, per un periodo di quattro anni, le terre incolte a contadini costituiti in leghe o enti agrari legalmente costituiti. Per ottenere l'assegnazione del terreno occorreva un permesso rilasciato da una commissione composta in ugual misura da rappresentanti dei contadini e dei proprietari, sotto controllo prefettizio, che stabiliva anche la durata dell'occupazione e il prezzo di locazione che i contadini dovevano versare al proprietario. Tuttavia, dopo sette mesi dal varo del decreto, la redistribuzione terriera ebbe effetti molto limitati: si calcola che ne venissero assegnate appena 27 000 ettari: molti studiosi hanno sostenuto che il provvedimento governativo non avesse il fine di rilanciare la produzione agricola, bensì fornire un condono per le numerose occupazioni di terre incolte da parte dei contadini. Il Decreto Visocchi fu ampiamente criticato sia dai conservatori sia dai socialisti: Arrigo Serpieri, più tardi ministro dell'Agricoltura del periodo fascista, giudicò il provvedimento "uno dei più malfamati del dopoguerra", mentre il socialista Filippo Turati lo giudicò troppo "timido".
Le elezioni politiche del 1920 videro la netta affermazione dei candidati nazionalisti, eletti grazie al decisivo appoggio degli ex combattenti (lo stesso Saraceni sarebbe stato battuto nel suo collegio di Castrovillari a favore del candidato appoggiato dai reduci dal fronte), mentre il Partito Socialista Italiano, pur diventando la prima forza politica del Paese con ben 156 deputati in Parlamento, si trovò frazionato al suo interno tra la corrente massimalista, fautrice alla rivoluzione anti-borghese, e quella riformista, favorevole al dialogo con il governo per portare avanti le riforme sociali. Questa insanabile contrapposizione porterà prima all'espulsione dei riformisti, come Turati e Bissolati (che avrebbero fondato il Partito Socialista Unitario), poi alla scissione avvenuta nel Congresso di Livorno del 1921, fatto che porterà alla nascita del Partito Comunista d'Italia (poi evolutosi nel Partito Comunista Italiano). Nello stesso anno venne fondato ufficialmente il Partito Nazionale Fascista da parte di Benito Mussolini, ex socialista espulso dal partito per le sue posizioni interventiste alla vigilia della prima guerra mondiale, da un'evoluzione dei precedenti Fasci di Combattimento, fondati a Milano nel 1919 sulla base di un programma inizialmente rivoluzionario e nazionalista. L'avversione al socialismo si concretizzò nell'assalto della squadracce fasciste, braccio armato del movimento, ai giornali, alle cooperative e alle sedi del partito, i cui esponenti venivano manganellati e costretti a bere un potente purgante, l'olio di ricino. Lo squadrismo venne subito finanziato dai grandi gruppi industriali e dagli agrari, timorosi di una possibile rivoluzione bolscevica in Italia, sull'onda del cosiddetto biennio rosso, e spesso non venne contrastato dalle forze dell'ordine, che anzi in più di un'occasione si schierarono con i fascisti.
Anche in Calabria l'azione delle squadracce fasciste lasciò il segno: il 21 settembre 1922, a Casignana, piccolo centro dell'Aspromonte, carabinieri e fascisti aprirono il fuoco contro i braccianti della cooperativa agricola "Garibaldi", che avevano organizzato un'occupazione di terre di proprietà del principe di Roccella, uccidendo l'assessore socialista Pasquale Micchia e due contadini, Rosario Conturno e Girolamo Panetta, mentre il sindaco Francesco Ceravolo rimase gravemente ferito; questo eccidio concluse tragicamente l'occupazione. Successivamente, il 4 ottobre 1922, all'inaugurazione del Fascio di Casignana, cui partecipava anche Giuseppe Bottai, vennero sparati dei colpi di arma da fuoco, mentre una fucilata ferì al braccio un fascista che faceva parte del suo seguito. Per ritorsione, gli squadristi devastarono la casa del presidente della cooperativa "Garibaldi", mentre i carabinieri arrestarono una decina di antifascisti. A questi eventi si ispirò liberamente lo scrittore Mario La Cava per il suo romanzo, I fatti di Casignana.

### Il regime fascista e la seconda guerra mondiale
La penetrazione del fascismo nella società calabrese fu simile a quella che avvenne nel resto nel Paese: nelle aree cittadine i promotori dei fasci furono i commercianti e gli industriali, che procuravano alle squadracce l'appoggio delle forze dell'ordine; nello zone rurali, invece, l'ossatura del fascismo era rappresentata dai grandi latifondisti e dai notabili di paese, che decisero di aderire al nuovo partito per indebolire le organizzazioni "rosse" e per mantenere la propria posizione socioeconomica.

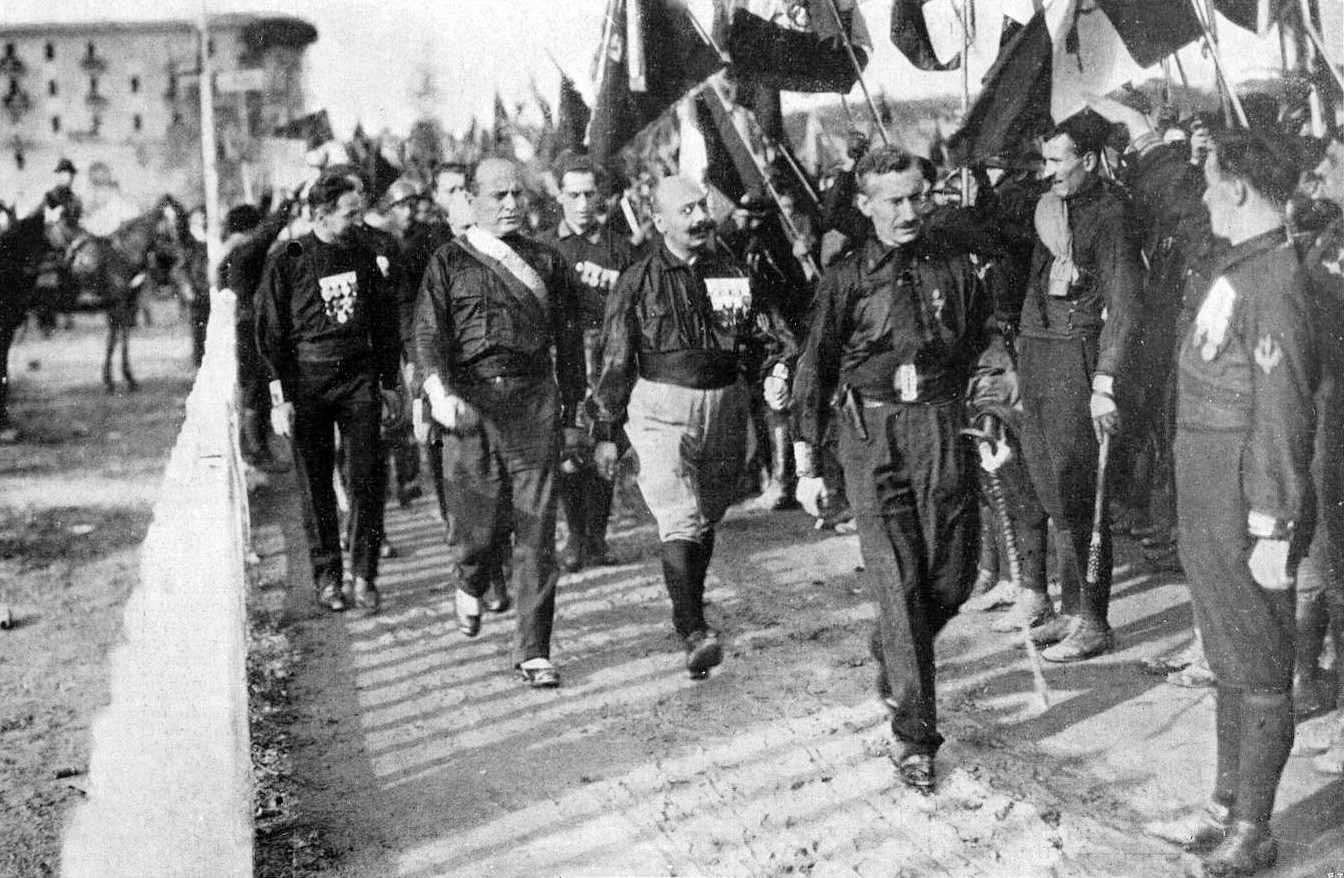
Italo Balbo, Benito Mussolini, Cesare Maria de Vecchi e Michele Bianchi passano in rivista i 40.000 fascisti schierati al campo sportivo di Napoli

Dopo l'ascesa al potere del fascismo, avvenuta con la Marcia su Roma del 28 ottobre 1922, ebbe inizio anche nella regione meridionale l'instaurazione di un regime dittatoriale centralizzato, rafforzatosi dopo l'assassinio del deputato socialista Giacomo Matteotti nel 1924 e concretizzatosi con le "Leggi fascistissime" del 1925-1926, che mettevano fuorilegge i partiti politici, eccetto quello fascista, censuravano la stampa, vietavano le organizzazioni sindacali e gli scioperi. Inoltre, dal punto di vista amministrativo, veniva soppressa l'elettività dei sindaci comunali, sostituiti dai podestà, nominati direttamente dal prefetto, con poteri assoluti nella gestione politica ed economica del comune.
In questo periodo, la personalità politica calabrese più rappresentativa fu Michele Bianchi, originario di Belmonte Calabro, che fu intimo collaboratore di Mussolini e quadrumviro della Marcia su Roma del 1922, oltre a ricoprire le cariche di deputato, sottosegretario al Ministero dell'interno e, infine, ministro dei Lavori Pubblici. In questa veste, che mantenne fino alla sua morte nel 1930, fece realizzare alcune infrastrutture in Calabria, come l'impianto sciistico di Camigliatello Silano (detto inizialmente Camigliatello Bianchi), oltre a promuovere opere pubbliche a Cosenza durante il periodo in cui era podestà Tommaso Arnoni (1925-1934).
Malgrado ciò, le condizioni della Calabria sotto il regime fascista non erano certo migliorate, come testimoniano le inchieste condotte dai meridionalisti (e antifascisti) Umberto Zanotti Bianco e Manlio Rossi Doria nel 1928 e riportate nell'opera Tra la perduta gente, dove si analizzano le condizioni sociali ed economiche di Africo, un piccolo paesino dell'Aspromonte: esso, annidato su case dirute per il precedente terremoto del 1908 e isolato geograficamente, era afflitto da malattie, elevata mortalità infantile e tasse indiscriminate, privo di un medico e di scuola (le lezioni si svolgevano nella stanza da letto della maestra), mentre gli abitanti si cibavano di un immangiabile pane fatto con lenticchie e cicerchie.
Nonostante il volere del governo di mantenere il carattere "rurale" del paese, con l'introduzione di restrizioni e disincentivi ai contadini e ai braccianti a trasferirsi in città, anche le aree urbane conobbero un notevole sviluppo, come dimostrato dal progetto della Grande Reggio, ossia l'idea di ampliamento e accorpamento urbano fortemente voluto dal primo podestà reggino, Giuseppe Genoese Zerbi, che riuscì a ottenere la fusione alla città sullo Stretto di ben quattordici comuni e sobborghi limitrofi, come Catona, Gallico, Ortì, Podàrgoni, Mosorrofa, Gallina, Pellaro, Cannitello, Villa San Giovanni, Campo Calabro e Fiumara; gli ultimi quattro, con decreto governativo del 26 gennaio 1933, si staccarono per costituire il comune di Villa San Giovanni (Campo Calabro e Fiumara tornarono autonomi nel dopoguerra). La popolazione urbana superò in questo modo i 100 000 abitanti. I motivi di questa conurbazione furono molteplici: si voleva accelerare la ricostruzione post-sisma che la guerra aveva bloccato, rendere più agevoli i commerci e le comunicazioni via mare a causa dell'espansione cittadina lungo la costa, e invogliare l'emigrazione dai piccoli centri montani in un unico centro urbano di grandi dimensioni. Inoltre, tra gli anni venti e trenta Reggio Calabria venne rimodernata con la costruzione di nuovi quartieri: infatti sorsero i rioni di edilizia popolare e si costruirono diverse strutture pubbliche quali la nuova Stazione Ferroviaria Centrale, il Museo Nazionale della Magna Grecia e il Teatro Comunale Francesco Cilea. Anche altre città beneficiarono della politica edilizia del regime fascista: infatti, per opera del ministro dei Lavori Pubblici Luigi Razza, il comune di Monteleone di Calabria (ribattezzato con regio decreto Vibo Valentia, nome che mantiene ancora oggi), suo luogo d'origine, ebbe un nuovo palazzo municipale, inaugurato nel 1935; dopo la sua morte, avvenuta nello stesso anno a causa di un incidente aereo, la sua città gli rese omaggio con una statua bronzea, opera dello scultore Francesco Longo, inaugurata dallo stesso Duce nel 1939. A Luigi Razza Vibo Valentia ha inoltre intitolato il proprio aeroporto militare, lo stadio, una piazza e una via del centro storico.
Come per il resto d'Italia, il periodo di massimo consenso al fascismo da parte della Calabria avvenne con la guerra d'Etiopia del 1935-1936, alla quale parteciparono numerosi calabresi, dando così un momentaneo sollievo alla miseria imperante nella regione con le rimesse dei volontari alle famiglie. Anche molti esponenti dell'alto clero calabrese appoggiarono la guerra coloniale in Africa, segnando l'apice della collaborazione tra Chiesa e Stato all'indomani dei Patti Lateranensi del 1929: ad esempio l'arcivescovo di Reggio Calabria, Carmelo Pujia, già interventista alla vigilia della Grande Guerra, fece comporre una preghiera inneggiante alla gloria della patria e della bandiera italiana.

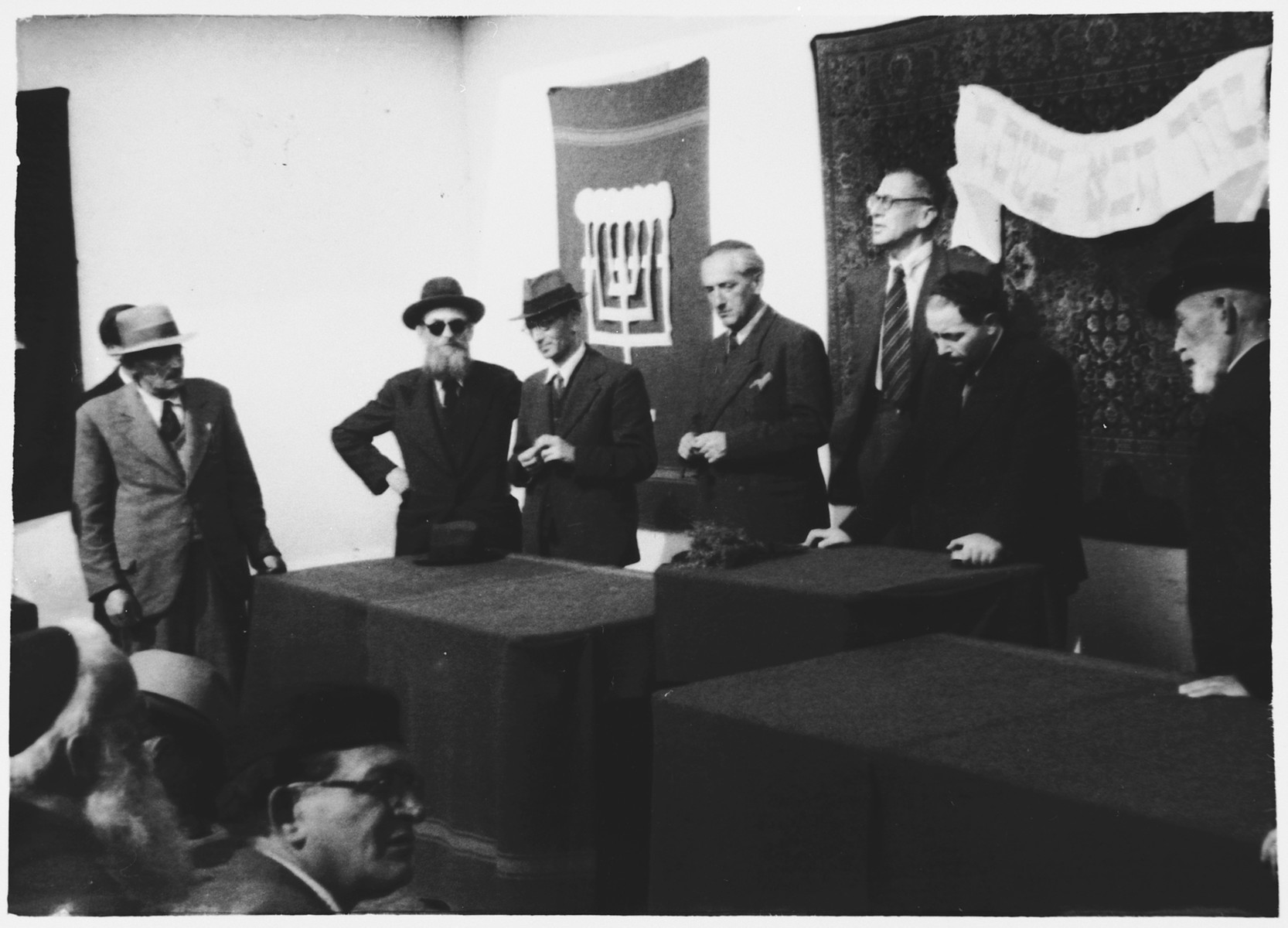
Incontro internati del Campo di Ferramonti col rabbino Riccardo Pacifici (aprile 1942)

Il 10 giugno 1940, con la dichiarazione di guerra dell'Italia alla Francia e al Regno Unito, anche la Calabria si trovò coinvolta nelle vicende della seconda guerra mondiale: la popolazione civile patì fin dal primo periodo di guerra la fame e la sottoalimentazione, a causa della mancanza di manodopera, dei bassi salari e dell'aumento dei generi di prima necessità, già scarseggianti e razionati, mentre altri generi alimentari, come la carne e lo zucchero, potevano essere trovati solo al mercato nero, a prezzo triplicato. Di ciò approfittarono anche i grandi latifondisti, che, approfittando del periodo di guerra, imboscavano parte dei raccolti, destinati all'ammasso, rivendendoli successivamente al mercato nero. Anche i bombardamenti aerei alleati fiaccarono il morale dei civili, facendo qualche volta anche delle vittime eccellenti: il 31 gennaio 1943, infatti, l'arcivescovo di Reggio Calabria, Enrico Montalbetti, perì durante un mitragliamento aereo operato da un cacciabombardiere inglese mentre si trovava in visita pastorale a Melito di Porto Salvo.
Sul territorio calabrese, inoltre, venne costruito, subito dopo l'entrata in guerra, il campo di internamento di Ferramonti di Tarsia, in provincia di Cosenza, dove furono rinchiusi soprattutto ebrei, ma anche apolidi, nemici stranieri e slavi, arrivando a ospitare poco più di 2 000 internati. Le condizioni del campo erano difficili, ma non disastrose rispetto ai lager tedeschi (i prigionieri erano trattati con una certa permissività e furono liberi anche di uscire dal campo per poter lavorare); oltre a questo, è rimasto famoso il rapporto di cordialità e di supporto materiale e morale intercorso tra gli internati e la popolazione locale di Tarsia.

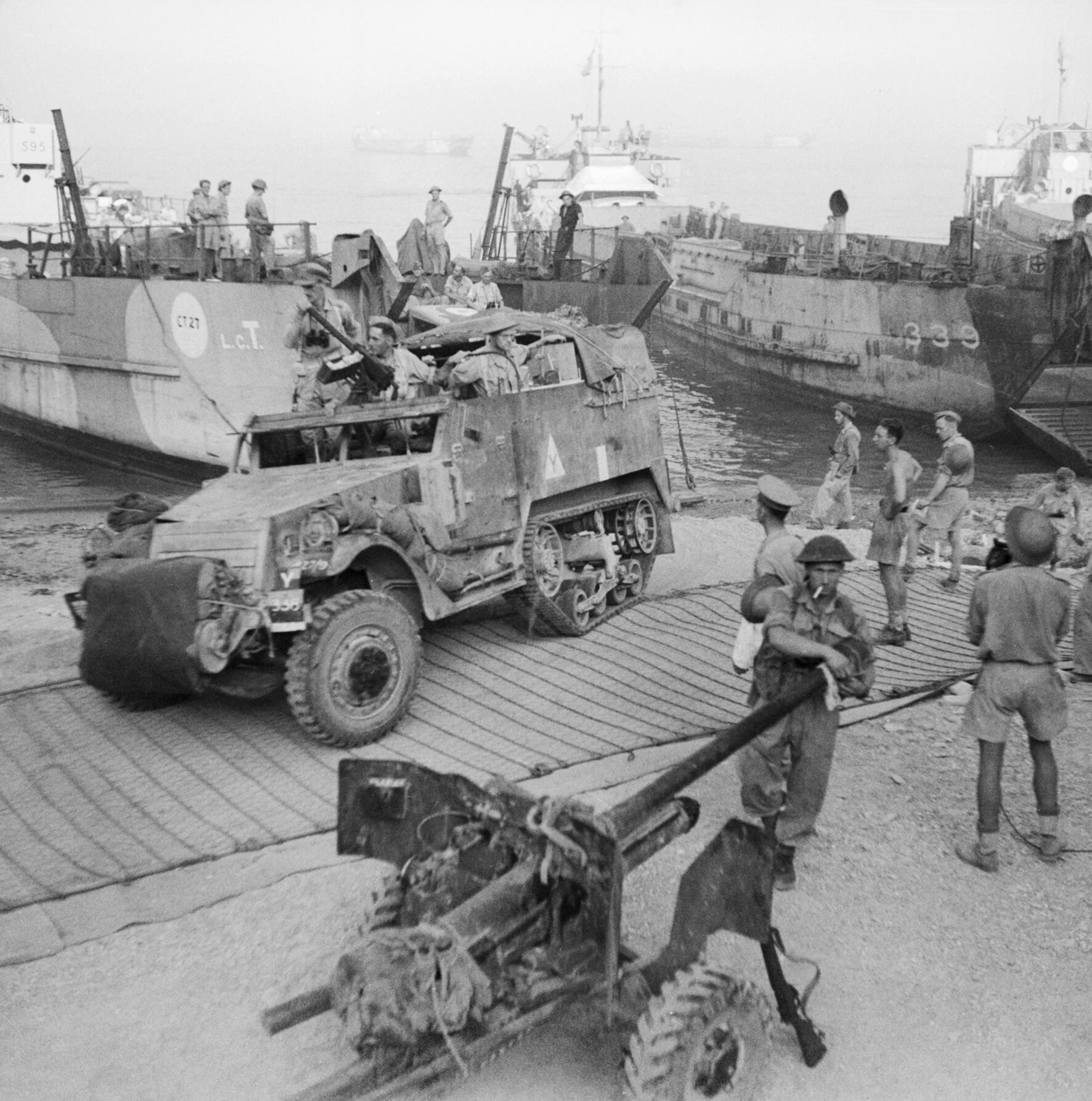
Un semicingolato e un cannone anticarro sbarcano da una nave britannica a Reggio (3 settembre 1943).

La Calabria fu direttamente coinvolta nelle vicende belliche del conflitto dal 1943, quando l'esercito alleato decise di gettare una testa di ponte nella regione per cercare di tagliare la ritirata alle forze italo-tedesche dalla Sicilia. Così, il 3 settembre 1943, avvenne la cosiddetta Operazione Baytown: truppe dell'Eighth Army britannica sbarcarono a Reggio Calabria, senza incontrare troppe difficoltà, a parte l'incontro con un puma fuggito dallo zoo cittadino, e la tattica della "terra bruciata" operata dai nazisti in ritirata. I soldati delle divisioni costiere, male armati e demoralizzati dai pesanti bombardamenti aeronavali dei giorni precedenti, si arresero senza opporre resistenza allo sbarco, mentre più nell'interno, sull'Aspromonte, i soldati inglesi e canadesi incontrarono invece un duro ostacolo da parte dei paracadutisti della 184ª Divisione paracadutisti "Nembo", che furono tuttavia sopraffatti dopo duri combattimenti. Quindi, gli scontri avvenuti sull'acrocoro calabrese furono gli ultimi combattuti tra l'esercito alleato e quello italiano prima dell'armistizio di Cassibile, firmato l'8 settembre successivo. Al momento dell'entrata in vigore dell'armistizio, il XIII Corpo d'Armata britannico era giunto nella sua avanzata all'imboccatura della strozzatura di Catanzaro e toccò la linea Nicastro-Catanzaro il 10 settembre. Tutto il restante territorio della Calabria venne invece sgomberato dai tedeschi soltanto il 22 settembre successivo.
La Calabria liberata dalle truppe alleate era contrassegnata da una depressione economica senza eguali, causata da un settore agricolo estremamente arretrato, un’industria allo “stato infantile”, scarsamente diffusa e paralizzata dal lungo e catastrofico conflitto (le centrali elettriche della Sila erano fortunatamente salve anche se «la massa di energia elettrica viene in parte trasportata altrove», come nel periodo fascista), infrastrutture civili, come strade e acquedotti di per sé scadenti e insufficienti, che avevano da sempre connotato l’arretrato grado di sviluppo e che adesso si presentavano ancor più ridotte e precarie per gli esiti bellici. E infine, a suggello del disastro, un territorio completamente disarticolato dalla violenza comunque subita, lontano dal fronte e però martoriato prima dalle bombe alleate e poi dalle distruzioni dei tedeschi in ritirata. Gli stessi Alleati, di fronte alla gravità della situazione e al disorientamento generale, si mostrarono perplessi sulla possibilità di ripresa.  In un rapporto al generale Harold Alexander, il capo degli Affari civili del Governo militare alleato, il nobile inglese Maggior Generale Francis Rennell Rodd, temendo addirittura una ripresa del brigantaggio, manifestò quanto fosse difficile il «governo di una popolazione scoraggiata e apatica», con una «burocrazia incompetente». Questa miseria spinse all’azione masse di diseredati, esasperando le tensioni sociali e portando, con un effetto rivoluzionario, alla crisi definitiva del tardo-feudalesimo formato da ceti reazionari aggrappati alla rendita parassitaria che tenevano imprigionato il territorio e ne bloccavano lo sviluppo.

Il governo militare alleato si adoperò per far ripartire la vita politica e amministrativa senza tuttavia modificare più di tanto l’impalcatura dello Stato fascista.  Forse perché si sentivano “protetti” dalla democrazia armata portata dall’esercito anglo-americano – una democrazia particolare viste le condizioni –, gli abitanti di molti centri calabresi insorsero contro le autorità fasciste locali rimaste ancora al loro posto dopo l’armistizio. Lo fecero, per lo più, con motivazioni di ordine sociale. Le folle davanti ai municipi magari chiedevano solo uno “strappo burocratico” alla tessera del pane, un sostegno alimentare. Le manifestazioni, però, mostravano spinte di carattere politico viepiù nitide e marcate. Sempre più spesso, infatti, esse erano guidate da agitatori comunisti e socialisti ed esprimevano nette motivazioni antifasciste. Molte volte queste manifestazioni degradavo in vere e proprie rivolte, diventando violente e causando la morte di più persone. La prima rivolta in Calabria avviene la mattina del 9 settembre a Limbadi, che velocemente trasforma il paese appena liberato in un campo di battaglia, senza però causare alcun morto. Come un'onda, molti dei paesi liberati dall'esercito anglo-americano si ribellarono contro podestà e segretari comunali. La più nota è l’insurrezione cosentina del 4 novembre, motivata inizialmente dalla fame e dalla crisi degli alloggi, che si trasformò subito in lotta politica per destituire il prefetto fascista Enrico Hendrich, che fu cacciato a furor di popolo.

## Dal secondo dopoguerra a oggi

### Fase di transizione: tra rivolte contadine e tentativi rivoluzionari
La caduta del fascismo e lo sbarco dell'esercito anglo-americano in Calabria, permise anche nella regione la rinascita di un'opinione pubblica critica e consapevole, grazie anche all'uscita dalla clandestinità dei partiti antifascisti, come il Partito Socialista Italiano, il Partito Comunista Italiano e la Democrazia Cristiana, organizzazione politica di ispirazione cattolica fondata nel 1942 in semi-clandestinità ed erede del Partito Popolare di don Luigi Sturzo, ognuno con i propri giornali e le proprie sedi politiche.
Tutto ciò ebbe un riflesso sulle condizioni socioeconomiche delle zone d'Italia liberate dalle truppe alleate: le masse contadine, che costituivano circa il 60% della popolazione italiana, cominciarono, mentre ancora nel Centro-Nord della penisola si continuava a combattere contro i nazifascisti, a mettere in atto una serie di violente sollevazioni di protesta contro le loro miserevoli condizioni di vita e per reclamare la suddivisione delle grandi proprietà fondiarie, dando spesso il via a grandi occupazioni di terre incolte, come era accaduto già nel primo dopoguerra. Al ceto contadino che reclamava i propri diritti, si contrappose l'élite degli agrari e dei grandi proprietari terrieri, i quali, dapprima convinti sostenitori del fascismo, con l'avanzata alleata cercavano di riallinearsi secondo i dettami politici del momento, al fine di mantenere i propri privilegi economici e sociali.
Per far fronte a questa violenta ed esplosiva situazione sociale, nel luglio del 1944, un mese dopo la liberazione di Roma e il passaggio di consegne tra Vittorio Emanuele III di Savoia e suo figlio Umberto II di Savoia, che ottenne la Luogotenenza del Regno, il comunista calabrese Fausto Gullo, già ministro dell'Agricoltura nel Governo Badoglio II e titolare del medesimo dicastero anche nei successivi esecutivi (Governo Bonomi II, Governo Bonomi III e Governo Parri), propose una serie di decreti (che da lui presero il nome) per migliorare la condizione della classe contadina. Tra i decreti degni di nota vi sono: la riforma della mezzadria, passata da annuale a biennale, la concessione di terreni incolti a singoli contadini che si fossero uniti in cooperative agricole, l'indennizzo agli agricoltori che portavano i loro prodotti all'ammasso, prima dirottati alla borsa nera, la proibizione della figura del caporale, ossia il reclutatore di braccianti a giornata da parte del latifondista. Con questi decreti, definiti dallo storico Paul Ginsborg "il solo tentativo attuato dagli esponenti governativi della sinistra di avanzare sulla via delle riforme", Gullo, divenuto il "Ministro dei contadini" colse due importanti risultati: la consapevolezza dei contadini meridionali della non estraneità dello Stato ai loro problemi e la presa di coscienza da parte dei braccianti della propria forza, se agivano riuniti in cooperative, in cui tutti operavano per l'obiettivo comune. Grazie anche alla cooperazione con i sindacati, specialmente con la Cgil di Giuseppe Di Vittorio, l'azione riformatrice di Gullo fu rilanciata con altri due decreti, riguardanti l'imponibile di manodopera e le liste di collocamento: con il primo si dava facoltà al sindacato di imporre il numero di braccianti che dovevano lavorare un fondo agricolo di un proprietario terriero, mentre con il secondo i sindacalisti poterono gestire la collocazione degli uomini necessari al bracciantato in base al grado di anzianità. Con questi provvedimenti riuscirono perlomeno a evitare la guerra tra poveri e a far sentire il sindacato dalla parte dei contadini.
Ovviamente le disposizioni previste dai decreti Gullo vennero contrastati dagli agrari, sia utilizzando la malavita organizzata, sia ricorrendo all'appoggio delle correnti più conservatrici della Democrazia Cristiana, spaventata dalle ripercussioni rivoluzionarie dei provvedimenti governativi. I democristiani locali, spesso notabili coinvolti con il passato regime, riuscirono infatti a far emendare i decreti con delle disposizioni che di fatto li rendevano inapplicabili: infatti, le cooperative agricole ricevevano i fondi incolti da un'apposita commissione provinciale, composta dal presidente della Corte d'appello, un rappresentante degli agrari e uno dei contadini, la quale spesso e volentieri emetteva risoluzioni molto favorevoli ai proprietari terrieri; altre volte, alcuni decreti vennero dichiarati illegali, come quello sull'indennizzo ai contadini, grazie anche alla remissività della dirigenza comunista nazionale, la quale non voleva radicalizzare lo scontro sociale per non inficiale l'alleanza di governo con i democristiani.

Pasquale Cavallaro, presidente della Repubblica rossa di Caulonia

Men che meno, i comunisti pensarono ad appoggiare tentativi rivoluzionari che avevano proprio origine da queste rivendicazioni sociali ed economiche, seguendo invece la strategia del segretario Palmiro Togliatti, che alla rivoluzione preferiva una lenta transazione verso la democrazia insieme al leader democristiano Alcide De Gasperi. È il caso della Repubblica rossa di Caulonia, proclamata il 6 marzo 1945 da Pasquale Cavallaro, sindaco di Caulonia, paese dove sempre più aspro si faceva lo scontro tra agrari e braccianti, dal gennaio 1944, quando era stato nominato alla carica dal prefetto di Reggio Calabria, nonostante la sua fede comunista, in luogo di Pasquale Saverio Asciutti, fortemente colluso con il fascismo. Per mantenere l'ordine pubblico, il sindaco Cavallaro aveva dato facoltà ai membri della locale sezione partigiana, comandata dal figlio Ercole Cavallaro, di girare armati con compiti di polizia e di perquisizioni. Non di rado queste perquisizioni finivano in violenze contro gli esponenti più in vista del fascismo e del ceto agrario. Durante una di queste operazioni a danno di due latifondisti, Ercole, con due compagni, fu arrestato dai carabinieri con l'accusa di furto. Il sindaco si prodigò immediatamente per ottenere la liberazione del figlio, causando lo scoppio della rivolta: il 5 marzo 1945 i fedelissimi di Cavallaro liberarono Ercole, chiusero le vie d'accesso a Caulonia, occuparono l'ufficio postale, la sede del telegrafo e la caserma dei carabinieri, mentre il giorno seguente, issarono sul campanile la bandiera rossa con falce e martello, proclamando la Repubblica. Il partito comunista venne immediatamente messo al corrente dell'accaduto con un telegramma. Ognuno ebbe compiti differenziati: la sezione partigiana si occupò della difesa armata del territorio, le donne assistettero gli uomini con le provvigioni, gli iscritti comunisti dovettero tenere i contatti con la federazione del partito. I rivoluzionari, inoltre, istituirono un "Tribunale del popolo", che aveva sede nella piazza comunale e che aveva il potere di giudicare i "nemici del popolo", mentre fu anche creato un campo di internamento dove furono rinchiusi molti agrari e notabili locali. L'esperienza rivoluzionaria preoccupò sia i conservatori sia gli stessi dirigenti comunisti, i quali premettero su Cavallaro per far placare gli animi e far terminare la rivoluzione divampata: il sindaco, allora, si fece portavoce dei ribelli e convinse quasi tutti a tornare a casa e a deporre le armi, sebbene i più irriducibili rifiutassero di arrendersi e si dessero alla macchia. Infine, il 9 marzo 1945, dopo solo tre giorni, tutto ebbe termine: il prefetto di Reggio Calabria inviò a Caulonia reparti di carabinieri e di polizia, che arrestarono 365 uomini, deferiti al tribunale di Locri per costituzione di banda armata, omicidio, violenza a privati e usurpazione di pubblico impiego, mentre il 15 aprile 1945 Cavallaro si dimise da sindaco.
Nonostante l'allora ampia risonanza internazionale che l'episodio ebbe (lo stesso Stalin, da "Radio Praga", affermò che: «ci voleva un Cavallaro per ogni città»), la Repubblica rossa di Caulonia venne trascurata dalla storiografia ufficiale, sebbene recentemente siano ripresi gli studi critici, anche antropologici, in quanto si evidenziò lo sfogo del ceto contadino a secoli di ingiustizie e di sopraffazioni da parte dei potenti locali, nell'indifferenza o addirittura nello scontro con le istituzioni statali.

### Le elezioni amministrative e il referendum istituzionale del 1946
Frattanto, anche sul piano politico la situazione stava cambiando: dopo la Liberazione del Nord Italia, avvenuta il 25 aprile 1945, il Governo Bonomi III si dimise in giugno, per permettere la nascita di un governo democratico. Umberto II, in qualità di Luogotenente del Regno, affidò allora la Presidenza del Consiglio a Ferruccio Parri, partigiano piemontese e membro del Comitato di Liberazione Nazionale. Il Governo Parri, tuttavia, si spaccò al suo interno sul nodo dell'indizione delle elezioni politiche: socialisti e comunisti infatti premevano per un'immediata convocazione, al fine di sfruttare gli effetti politici della Resistenza, mentre i democristiani e i liberali volevano prima le elezioni amministrative, banco di prova per quelle politiche, per ottenere un buon risultato. Lo stesso Partito d'Azione si divise sulla linea da tenere, con un lungo braccio di ferro tra Parri e Ugo La Malfa che vide passare la tesi del Presidente del Consiglio, seppur di un solo voto. A questo punto, però, James F. Byrnes, Segretario di Stato del presidente americano Harry Truman, dichiarò che gli Stati Uniti avrebbero visto con favore la precedenza alle elezioni amministrative. Parri, dunque, furibondo per l'ingerenza americana nella politica interna italiana, si dimise il 10 dicembre 1945, anche per i contrasti interni al governo.
Al posto di Parri subentrò Alcide De Gasperi, segretario della Democrazia Cristiana, il quale indisse dapprima le elezioni amministrative per la primavera del 1946, poi fissò nell'estate del medesimo anno un referendum istituzionale che avrebbe dovuto far scegliere, tra monarchia o repubblica, la forma di Stato da dare all'Italia.
Le elezioni amministrative del 1946 videro il rinnovo di 5 722 comuni, pari al 71,6% della popolazione, e si svolsero in cinque tornate: 10 marzo (436 comuni), 17 marzo (1.033 comuni), 24 marzo (1.469 comuni), 31 marzo (1.560 comuni) e 7 aprile. Altri 1 383 comuni furono rinnovati in autunno con altre otto tornate elettorali il 6 ottobre (272 comuni), 13 ottobre, 20 ottobre (286 comuni), 27 ottobre (188 comuni), 3 novembre, 10 novembre, 17 novembre e 24 novembre. Ciò fu a causa dello stato di devastazione in cui si trovava il territorio nazionale, per cui la data di svolgimento fu demandata alla determinazione dei singoli prefetti, e variò da marzo finanche all'autunno. La legge elettorale approvata col decreto legislativo luogotenenziale nº 1 del 1946 stabilì il sistema elettorale proporzionale con metodo D'Hondt per i comuni sopra i 30 000 abitanti, e il sistema elettorale maggioritario plurinominale con voto limitato ai quattro quinti dei seggi per gli altri. Queste elezioni videro anche, per la prima volta nella storia d'Italia, la partecipazione delle donne, cui era stato concesso il diritto di voto con il decreto nº 23 del 31 gennaio 1945, durante il governo Bonomi.
Le elezioni comunali in Calabria del 1946 videro l'affermazione elettorale della DC, sebbene anche il Fronte dell'Uomo Qualunque di Guglielmo Giannini ottenne un buon risultato, con qualche eccezione: se infatti Reggio Calabria, che votò il 7 aprile 1946, diede la maggioranza del consiglio comunale ai democristiani, dalle cui file proveniva il sindaco Nicola Siles, Crotone diede il 73% dei consensi ai comunisti, che scelsero come sindaco Silvio Messinetti. Notevole fu l'affermazione dell'elettorato femminile in quelle elezioni, dove le donne costituirono il 53% dell'elettorato, anche in Calabria; infatti a Reggio fu eletta consigliera comunale la democristiana Maria Mariotti, prima donna a sedere in un consiglio comunale calabrese, mentre due donne vennero addirittura elette alla carica di sindaco: Caterina Tufarelli Palumbo Pisani, anch'essa proveniente dalla Democrazia Cristiana, divenne sindaco di San Sosti, in provincia di Cosenza, il 24 marzo, divenendo la prima donna sindaco eletta in Italia, mentre Lydia Toraldo Serra fu eletta sindaco di Tropea il 7 aprile, all'epoca in provincia di Catanzaro e attualmente in quella di Vibo Valentia, con una lista civica vicina ai democristiani.
Queste tornate elettorali furono di poco precedenti alle votazioni referendarie per scegliere la forma di governo da dare al Paese: il 9 maggio 1946, in un estremo quanto tardivo tentativo di salvare la dinastia, Vittorio Emanuele III di Savoia abdicò in favore del figlio Umberto II, partendo per l'esilio in Egitto, dove sarebbe morto dopo un anno. Compito principale del nuovo sovrano, passato alla storia come "Re di maggio" per aver governato appena un mese, fu quello di promuovere un'immagine nuova dell'istituto monarchico, compiendo diversi viaggi elettorali per tutto il Paese al fine di far conoscere la sua figura. Se al Nord l'accoglienza fu piuttosto fredda, se non ostile, al Sud Umberto ricevette numerose attestazioni di accoglienza e di affetto. Tuttavia, più che sul carisma del sovrano, la tenuta della monarchia era data in Italia da una spaccatura interna della DC sulla questione istituzionale, in quanto dentro il partito di De Gasperi erano molto forti le correnti conservatrici e monarchiche, seppur minoritarie. Per questo motivo i democristiani non tennero un atteggiamento unitario nella competizione referendaria, svoltasi il 2 giugno 1946, al contrario degli altri partiti, che scesero in campo o per la Repubblica (comunisti e socialisti) o per la Monarchia (liberali e monarchici). L'esito del referendum mostrò una chiara spaccatura geopolitica della penisola: se nelle regioni centro-settentrionali aveva prevalso nettamente la Repubblica, con 12.717.923 voti e il 54% delle preferenze, al Sud invece la maggioranza dell'elettorato optò per la Monarchia, la quale ottenne 10.719.284 suffragi e il 45% dei consensi.
La Calabria, come il resto del Mezzogiorno, non fece eccezione: la Repubblica aveva preso 338.959 voti, pari al 39% delle preferenze, mentre la Monarchia ebbe 514.344 voti, corrispondenti al 60% dei consensi. Non mancarono tuttavia delle eccezioni, anche clamorose: se nella provincia di Reggio Calabria, su 94 comuni, solo in 13 aveva vinto la Repubblica, nella Vallata del Torbido e in quella del Novito il dato è in controtendenza, poiché la Repubblica ottenne la maggioranza dei consensi a Gioiosa Jonica, Mammola, Grotteria, San Giovanni di Gerace, Siderno, Agnana Calabra e Canolo. A Siderno e a Gioiosa Jonica la Repubblica ebbe il 65% dei consensi, mentre fu plebiscitario il voto pro-Monarchia a Stilo (97%) e a Camini (92%). Anche nei comuni della provincia di Crotone ci fu un trionfo della Repubblica, che infatti prevalse sulla Monarchia su 21 dei 25 comuni, con Crotone in testa: solamente Crucoli, Roccabernarda, San Mauro Marchesato e Umbriatico votarono per la Monarchia. Questo dato fu in controtendenza con le altre province calabresi dove vinse la Monarchia.
Contemporaneamente al referendum, si svolsero le elezioni per l'Assemblea Costituente, che avrebbe dovuto redigere la nuova Costituzione repubblicana, in sostituzione dell'ottocentesco Statuto Albertino: stravinse la DC con il 48% dei consensi, seguita dai socialisti con il 21% e i comunisti con il 19%. Dopo la proclamazione dei risultati il 10 giugno 1946 dalla Corte di cassazione, De Gasperi assunse provvisoriamente le funzioni di Capo dello Stato, mentre tre giorni dopo Umberto II lasciò l'Italia e partì per un volontario esilio in Portogallo. Infine, il 18 giugno 1946, la Corte di Cassazione confermò i risultati definitivi, sancendo la vittoria della Repubblica.

### La riforma agraria e la Cassa per il Mezzogiorno
Dopo la nascita della Repubblica Italiana, divenne Capo provvisorio dello Stato il monarchico meridionale Enrico De Nicola, mentre De Gasperi riottenne l'incarico di formare il governo, divenendo, con l'entrata in carica il 12 luglio 1946 del Governo De Gasperi II, il primo Presidente del Consiglio dei ministri della Repubblica Italiana. Nella compagine governativa, che si reggeva ancora sull'accordo tra i maggiori partiti antifascisti, le sinistre vennero fortemente ridimensionate a favore della Democrazia Cristiana, nell'ottica della contrapposizione tra i due blocchi (occidentale e comunista) tipica della Guerra fredda. Infatti i comunisti e i socialisti passarono da 8 a 6 ministeri, i cui titolari vennero scelti tra i democristiani: di conseguenza Mario Scelba, democristiano siciliano, divenne Ministro dell'interno, il comunista Emilio Sereni fu Ministro dei Lavori Pubblici, mentre Gullo, che aveva presieduto il dicastero dell'Agricoltura fin dal 1943, venne nominato Ministro della Giustizia; al suo posto fu nominato il democristiano Antonio Segni, proprietario terriero sardo e futuro Presidente della Repubblica Italiana, esponente della fazione più conservatrice della DC.
La nomina di Segni a Ministro dell'Agricoltura sembrò fermare la spinta riformatrice agraria che Gullo aveva impresso, specialmente al Sud: il nuovo ministro, infatti, venendo incontro alle richieste del ceto agrario, tra il settembre del 1946 e il dicembre del 1947 emanò due decreti che consentivano ai proprietari terrieri di reclamare quelle terre che non erano state migliorate o coltivate dai contadini. Ciò, se assicurò da una parte l'appoggio delle élite meridionali al partito democristiano, permettendogli la vittoria alle elezioni politiche del 18 aprile 1948, dall'altra non fece che aumentare la tensione tra le due parti e riavviare l'occupazione delle terre incolte da parte dei braccianti. In questo contesto si inserisce la Strage di Melissa, avvenuta in Calabria nell'autunno del 1949: il 24 ottobre di quell'anno circa 14 000 contadini calabresi, provenienti dalle province di Catanzaro e di Cosenza, scesero dai loro paesi, accompagnati anche da donne, bambini e animali da lavoro, per dirigersi verso i grandi latifondi, occuparli e incominciare i lavori di semina. Irritati e preoccupati da questa nuova ondata di occupazioni, un gruppo di parlamentari calabresi della DC, appartenenti al ceto agrario, si recarono a Roma, protestando e chiedendo al Ministro dell'interno Mario Scelba di usare la forza contro i dimostranti. Scelba quindi inviò in Calabria i reparti della Celere, polizia antisommossa meccanizzata, che si fermarono a Melissa, in provincia di Crotone, dove vi era un gran numero di manifestanti, accampatisi nel fondo Fragalà, di proprietà del possidente locale, il barone Luigi Berlingeri. Il fondo, in realtà, in base all'eversione della feudalità e alle leggi napoleoniche del 1811 doveva essere assegnato al comune, ma la famiglia Berlingeri lo aveva usurpato per intero nel corso degli anni: ora i contadini ne reclamavano almeno la metà come demanio comunale, ma il barone, in segno di accomodamento, era disposto a cederne solo un terzo, ottenendo un netto rifiuto. Fu così che, il 29 ottobre 1949, la polizia, dopo aver intimato alla folla di contadini di sgomberare, sparò ad altezza d'uomo, provocando 15 feriti e 3 morti: il quindicenne Giovanni Zito, Francesco Nigro, di 29 anni, e Angelina Mauro, 23 anni, morta più tardi in ospedale.
Questo massacro, unito a quella di Portella della Ginestra, in Sicilia, avvenuto il 1º maggio 1947, provocò una serie di scioperi e di manifestazioni contadine in tutta Italia, represse a volte con durezza dalla polizia. Lo stato di agitazione continua indusse però De Gasperi a varare i primi provvedimenti di riforma agraria, che però non si tradussero in una riforma complessiva, ma in singole leggi valide per specifici territori: pertanto, il 12 maggio 1950 fu varata la cosiddetta Legge Sila, la quale inizialmente riguardava il territorio posto nella Sila orientale, e che prevedeva l'esproprio dei latifondi superiori a 300 ettari, privi di migliorie o di bonifiche. Queste due clausole fornirono una scappatoia legale agli agrari che non volevano perdere i propri possedimenti, dato che essi potevano suddividere i latifondi tra i parenti o impiantarvi migliorie temporanee. Oltre a questo, l'area geografica da espropriare era prevalentemente montuosa e boschiva, e perciò inadatta alla coltivazione. Una vera legge agraria valevole per tutto il Paese (la cosiddetta Legge Stralcio), in parte finanziata dai fondi del Piano Marshall, venne approvata il 21 ottobre 1950, con l'astensione o il voto contrario di gran parte della corrente conservatrice della DC, supportati anche da esponenti conservatori dell'amministrazione di Harry Truman. La riforma, che secondo alcuni studiosi fu la più importante dell'intero Secondo dopoguerra, proponeva, tramite l'esproprio coatto, la redistribuzione delle terre ai braccianti, rendendoli così di fatto piccoli imprenditori non più soggetti al grande latifondista. Se da una parte ciò fu un benefico risultato, dall'altra ridusse in maniera notevole la dimensione delle aziende agricole, togliendo così ogni possibilità di trasformarle in veicoli imprenditoriali avanzati. Questo elemento negativo venne però attenuato e in alcuni casi eliminato da forme di cooperazione: sorsero infatti le cooperative agricole le quali, programmando le produzioni e centralizzando la vendita dei prodotti, diedero all'agricoltura quel carattere imprenditoriale che era venuto meno con la divisione delle terre. Si ebbe così una migliore resa delle colture che da estensive diventarono intensive e quindi un migliore sfruttamento delle superfici utilizzate. Il lavoro agricolo, fino ad allora poco remunerativo anche se molto pesante, cominciò a dare i suoi frutti. Tuttavia, in seguito allo sviluppo dell'industria, l'agricoltura finì col divenire un settore marginale dell'economia, ma a seguito della messa a punto di moderne tecniche di coltivazione, essa vide moltiplicarsi il reddito prodotto per ettaro coltivato e quindi la redditività del lavoro.
Oltre a ciò, il Governo De Gasperi VI aveva istituito, con legge nº 646 del 10 agosto 1950 la Cassa per il Mezzogiorno, un ente pubblico nato con lo scopo di finanziare lo sviluppo infrastrutturale e industriale dei Mezzogiorno d'Italia, al fine di colmare il divario economico con il resto del Paese, originariamente in un arco temporale di 10 anni (fino al 1960), sebbene la Cassa sia stata rifinanziata con fondi pubblici fino alla sua totale liquidazione con legge del 1992. Uno degli strumenti di pianificazione utilizzati per la finalizzazione degli interventi era il cosiddetto piano A.S.I., ovvero un piano per la creazione di Aree di Sviluppo Industriale: esso prevedeva l'istituzione di consorzi, realizzati ai sensi della legge nº 634 del 29 luglio 1957 (denominata "Provvedimenti per il Mezzogiorno"), nella tipologia di piano settoriale, promossi da enti come Comuni, Province e Camere di Commercio per l'avvio dello sviluppo industriale e la realizzazione di infrastrutture di base nelle aree coinvolte dall'azione della Cassa per il Mezzogiorno.
Il risultato della Cassa non fu affatto discutibile per quanto riguarda l'utilizzo dei capitali pubblici, considerando l'arretratezza del Sud Italia nel 1950 rispetto al resto del paese in termini di risorse infrastrutturali e reddito pro capite: in Calabria, ad esempio, opere importanti furono il raddoppio di 212 km della linea ferroviaria Battipaglia-Reggio Calabria (completata nel 1965). Però, successivamente la politicizzazione degli apparati dell'ente comportò un degrado e una bassa qualità della spesa pubblica, compresi fenomeni diffusi di illegalità (come finanziamenti a imprenditori tramite appalti, allo scopo di sviluppare imprese nel Mezzogiorno, rivelatesi poi società "fantasma"). Perciò, spesso enormi appalti e altre iniziative statali finivano per creare enormi infrastrutture che non avrebbero trovato un'applicazione pratica, o perché estranee alle realtà economiche del Sud, o perché rimaste incompiute: pertanto, questa tipologia di infrastrutture fu definita con l'espressione cattedrale nel deserto.
Non mancò, nel blocco social-comunista, la critica: nel 1950 lo scontro tra governo e opposizione era particolarmente aspro, in quanto, a detta delle sinistre, più che perseguire risultati, la Cassa per il Mezzogiorno sarebbe stata una maniera per favorire politiche clientelari della Democrazia Cristiana.
Nonostante quasi 50 anni di finanziamenti a fondo perduto e investimenti significativi, oggi il divario di ricchezza permane in termini di PIL pro capite e in termini di produttività. Il reddito pro capite è mediamente il doppio al Nord rispetto al Sud, e i tassi di disoccupazione, così come il lavoro nero sono pari al doppio al Sud rispetto al Nord.

### Anni cinquanta e sessanta: emigrazione e arretratezza economica e sociale
Gli anni cinquanta e sessanta del XX secolo furono noti come il periodo del "miracolo economico": un breve ma intenso lasso di tempo caratterizzato da sviluppo industriale, crescita economica e un vertiginoso aumento dei consumi. Fu in quel periodo che l'industria italiana, grazie alla modernizzazione degli apparati industriali, conseguita attraverso l'acquisto e l'uso di competenze tecnologiche e apparecchiature americane finanziate dal Piano Marshall, raggiunse un notevole tasso di crescita della produzione, tanto che in un decennio aumentò fino al 10%, determinando la trasformazione economica e sociale dell'Italia, che da Paese prevalentemente agricolo stava trasformandosi in un Paese industriale. A beneficiare maggiormente furono i grandi complessi industriali dell'Italia settentrionale, che ottennero gran parte dei finanziamenti statunitensi, mentre anche le piccole e medie imprese, pur non potendo contare su interventi programmati, riuscirono a emergere, grazie alla loro flessibilità e alla loro capacità di adattamento al mercato. Inoltre, la realizzazione di strade e autostrade rese più veloci gli spostamenti di persone e di merci, favorì la produzione e l'impiego di veicoli i vari settori occupazionali e incise profondamente nello stile di vita della popolazione.
La crescita e il benessere, però, non si diffusero uniformemente sul territorio nazionale, e non riguardò tutti gli strati sociali e tutti i settori produttivi dell'economia. Basti pensare alla crisi del settore agricolo, che determinò il sostanziale fallimento della riforma agraria del 1950 in molte zone del Mezzogiorno, dovuta alla crescita esponenziale del ruolo dell'industria nell'economia italiana; infatti, tra il 1951 e il 1991, i lavoratori impiegati in agricoltura sono scesi da 8.261.000 a 1.629.000, e in particolare, gli addetti al settore sotto i 30 anni sono crollati da 3.299.000 nel 1951 a 341.000 nel 1991. Tuttavia, ciò fu dovuto anche al processo di meccanizzazione dell'agricoltura, che tra il 1954 e il 1964 produsse una contrazione della manodopera agricola nelle aree rurali (da 8 a 5 milioni).
Tale era la situazione della Calabria, dove si era inoltre registrato un forte incremento demografico in una terra che non offriva sbocchi lavorativi o opportunità di sopravvivenza, fattore che favorì una forte emigrazione di forza lavoro dalla regione, dopo il blocco forzato durante gli anni del regime fascista. Le cause dell'incremento del flusso migratorio erano molteplici e derivavano da numerose carenze: l'instabilità idrogeologia del territorio, la mancanza di opere infrastrutturali, l'inclemenza del clima e, soprattutto, la grandissima disoccupazione e sottoccupazione imperante nel panorama lavorativo calabrese. La Commissione parlamentare per lo studio della miseria certificò questo stato di fatto: dall'inchiesta infatti si evince che 179 500 calabresi (il 37,7% della popolazione totale della regione) viveva in stato di miseria. Era la percentuale più alta di tutto il Paese, a fronte dell'1,5% del Nord, del 5,9% del Centro e dello stesso Mezzogiorno, dove la percentuale di miseria si aggirava intorno al 28,3%.
Nel decennio tra il 1951 e il 1961 furono ben 400 000 i calabresi che emigrarono per cercare fortuna altrove, in particolar modo in America (come Canada o Stati Uniti) o nelle città industriali del Nord Italia, in particolar modo quelle concentrate nel triangolo industriale, che videro aumentare considerevolmente la propria popolazione, soprattutto Torino (+42,6%) e Milano (+24,1%). Oltre a questa tendenza verso l'esterno, l'emigrazione calabrese ne ha anche una interregionale, ossia di gente che si sposta dalle aree interne, spesso montane e collinari, per stabilirsi nei centri della costa, meglio collegati e più vicini alle principali arterie di comunicazione, dove si potevano avere maggiori opportunità di lavoro nell'edilizia, nei servizi urbani e nelle attività commerciali. Ciò ha provocato il completo abbandono delle aree rurali interne, con effetti idrogeologici che si risentono ancora al giorno d'oggi, mentre gli antichi borghi montani e collinari hanno perso autonomia e identità, cadendo in una crisi irreversibile. Un esempio è dato dall'antico borgo medievale di Badolato Superiore, nei pressi di Soverato, divenuta, secondo l'antropologo Vito Teti, la "metafora dell'abbandono, della rovina, della fuga, della speranza di tutta la Calabria, dell'intero Mezzogiorno".

### L'istituzione della Regione e i Fatti di Reggio
L'istituzione delle Regioni come enti pubblici statali decentrati era previsto negli articoli 114 e 115 della Costituzione italiana del 1948; tuttavia l'avvio del processo istitutivo avvenne solo nei primi anni Sessanta, in quanto le forze politiche presenti in Parlamento erano restie alla loro piena attuazione, a causa di motivi politici. Infatti, la Democrazia Cristiana temeva, nelle regioni dell'Italia centrale dove il Partito Comunista Italiano aveva solide basi elettorali, di non poter scalzare il potere delle sinistre, mentre, al contempo, i comunisti, data la loro struttura centralistica del potere, erano stati contrari al decentramento amministrativo fin dall'Assemblea Costituente.
Pertanto, il panorama politico calabrese di quel periodo, fu contrassegnato dal dibattito sull'istituzione dell'ente regionale e sulla scelta del capoluogo, dovuta non solo a termini di prestigio, ma anche a concrete opportunità lavorative nel settore pubblico ed impiegatizio in una parte della penisola dove la carenza di lavoro e l'emigrazione costituivano una grave piaga sociale. I contrasti e le rivalità calabresi locali si rifletterono anche a livello nazionale, quando, nel 1963, nel Governo Moro I, vennero esclusi dall'esecutivo ministri e sottosegretari reggini e catanzaresi: gli unici calabresi con incarichi istituzionali furono il socialista Giacomo Mancini (divenuto Ministro della Salute) e il democristiano Riccardo Misasi (titolare del Ministero di Grazia e Giustizia), entrambi originari di Cosenza. Inoltre, anche dal punto di vista economico vi erano numerosi frizioni tra Cosenza, Catanzaro e Reggio Calabria, tra l'altro demograficamente diversificate. Il 21 marzo 1968 il Consiglio comunale di Reggio Calabria, che stava valutando la legge istitutiva della Regione, votò un ordine del giorno in cui si dichiarava che la città sullo Stretto doveva essere capoluogo regionale. Quindi, per preservare gli interessi cittadini, nacque il "Comitato di agitazione per la difesa degli interessi di Reggio", con a capo l'avvocato democristiano Francesco Gangemi. Tuttavia, la legge istitutiva delle Regioni, entrata in vigore nel 1970, confermò la decisione del 1949 con cui il comitato d’indagine parlamentare nominato dalla commissione Affari Istituzionali della Camera, con la consegna della relazione denominata "Donatini-Molinaroli", stabiliva che, in base a parametri storici e geopolitici, Catanzaro fosse il capoluogo della Regione Calabria. I reggini si sentirono pertanto emarginati sia politicamente che economicamente, ed erano smarriti e arrabbiati per il loro isolamento territoriale. Il loro astio si riversò sulla cosiddetta "triade", composta dai deputati calabresi Mancini, Misasi e Doroteo Cucci, che avevano spartito la geografia politica calabrese assegnando le occasioni migliori alle province di Catanzaro e di Cosenza.
Questo smacco, che si riverberò sulle elezioni amministrative e regionali, nelle quali i partiti laici minori di sinistra (socialdemocratici e repubblicani) elessero i loro primi rappresentanti, principalmente nelle province di Reggio e di Cosenza, indusse il sindaco della città, il democristiano Pietro Battaglia, a tenere, il 5 luglio 1970, un accalorato discorso in Piazza Duomo di fronte a 7000 persone, per rivendicare il giusto diritto della città ad essere capoluogo regionale. Il 12 luglio iniziò in città il prodromo della rivolta, con la creazione dei primi blocchi stradali e numerose manifestazioni pubbliche, mentre, nello stesso giorno, a Villa San Giovanni, il Presidente del Senato Amintore Fanfani, recatosi in città per ritirare un premio, fu duramente contestato dalla folla. Per ritorsione all'indifferenza di Fanfani, i deputati regionali reggini (5 democristiani e 1 socialista), disertarono la riunione del Consiglio regionale prevista per il 13 luglio, al contrario dei rappresentanti comunisti, che invece andarono.
Il 14 luglio 1970, infine, scoppiò la rivolta vera e propria, passata alla storia come Fatti di Reggio, appoggiata da tute le classi sociali cittadine (borghesia, clero, studenti, partiti politici, comitati civici), Quel giorno si verificarono scontri tra i manifestanti e le forze dell'ordine, che lasciarono sul terreno un morto, il ferroviere Bruno Labate: ciò spinse in settembre l'arcivescovo di Reggio, Vincenzo Ferro, ad aderire alla prova di forza, considerata un atto di coraggio e di giustizia all'oppressione. La rivolta venne sostenuta anche dai giornali di tendenza liberal-conservatrice (come la Gazzetta del Sud e il Tempo), e da vari intellettuali, che fecero valere le rivendicazioni politiche e sociali della città. A poco a poco la guida delle contestazioni passò dal sindaco Battaglia, che non voleva spingersi troppo oltre, ai movimenti di estrema destra, in particolare il Movimento Sociale Italiano, visto come il meno compromesso con il regime repubblicano; ben presto i missini imposero la propria autorità sulla rivolta, anche attraverso vari slogan (celebre il boia chi molla di dannunziana memoria). Emerse come figura di spicco di questo periodo Ciccio Franco, sindacalista del CISNAL ed esponente missino reggino, divenuto il capopopolo indiscusso della situazione. A questo punto vennero erette barricate, fu occupata la stazione ferroviaria e si bloccarono tutti i convogli e i traghetti in partenza per la Sicilia. Nei primi mesi della rivolta, inoltre, vi furono 19 giorni di sciopero generale, 12 attacchi dinamitardi, 32 posti di blocco, 14 occupazioni della stazione, 2 della posta, 1 della stazione televisiva, 4 assalti alla prefettura, con un bilancio di 5 morti (oltre a Labate, perirono negli scontri anche Angelo Campanella, autista dell'azienda municipalizzata degli autobus della città, Vincenzo Curigliano, poliziotto colpito da infarto durante un assalto alla Questura, Antonio Bellotti, agente di 19 anni colpito da una sassata mentre abbandonava Reggio in treno con il suo reparto, e Carmelo Jaconis, barista ucciso da un colpo di pistola), 426 arrestati e 200 feriti durante le cariche della polizia (i cui membri furono insultati e vilipesi persino dai medici dell'ospedale). Addirittura, in alcune zone della città, furono proclamate delle "repubbliche autonome", come la "Repubblica di Sbarre" e il "Granducato di Santa Caterina", chiaro sintomo dell'anti-statalismo imperante tra i manifestanti. Il governo italiano, presieduto da Emilio Colombo dopo le dimissioni di Mariano Rumor, dopo aver rivolto un appello ai reggini invitandoli alla pacificazione, minacciando, in caso di continuazione delle violenze, l'uso della forza, decise, per la prima volta nella storia della Repubblica italiana, di reprimere le manifestazioni di piazza e la guerriglia urbana facendo intervenire l'esercito e i carabinieri. Anche i partiti di estrema sinistra, come i comunisti e il PSIUP, condannarono la rivolta di Reggio, bollandola come campanilistica e non-proletaria, spesso scontrandosi con la propria base elettorale cittadina. Alla fine, il 23 febbraio 1971, dopo 10 mesi di rivolte e di agitazione, la rivolta cessò: i reggini dovettero addivenire ad un compromesso politico con il governo, avvenuto però non in Parlamento, bensì nella giunta regionale, dove essi avevano scarso peso politico. Il Presidente del Consiglio, incontratosi con il presidente della Regione Calabria, il democristiano Antonio Guarasci, e con vari esponenti politici regionali di vari partiti, elaborò un accordo di compromesso, noto come Pacchetto Colombo, che cercava di mettere d'accordo tutte le parti: Catanzaro sarebbe stato il capoluogo regionale, mentre Reggio avrebbe ospitato la sede del Consiglio regionale; Cosenza, invece, sarebbe stata la sede del primo polo universitario calabrese (l'odierna Università della Calabria), mentre a Gioia Tauro sarebbe stato creato il quinto polo siderurgico nazionale e a Saline Joniche sarebbe sorta una imponente fabbrica di prodotti chimici. L'accordo fu accettato di malavoglia dalla popolazione della città, in quanto venne imposto dall'alto e non fu rispettato appieno: infatti l'impianto siderurgico di Gioia Tauro non si costruì mai, a causa della crisi internazionale del mercato dell'acciaio, mentre l'industria chimica di Saline Joniche, pur costruita, cessò quasi subito la produzione per disposizione del Ministero della Salute, che aveva dichiarato cancerogeni gli integratori chimici per mangimi che produceva.
Le conseguenze della rivolta di Reggio si rifletterono sull'andamento elettorale, quando alle elezioni politiche del 1972 l'ago della bilancia si spostò a favore dell'estrema destra, che ottenne il 27% dei consensi e divenne il primo partito in città, surclassando le altre formazioni politiche ed eleggendo Ciccio Franco al Senato. Nell'ottobre dello stesso anno, fu organizzata una manifestazione di due giorni a Reggio da parte di circa 40.000 operai metalmeccanici settentrionali iscritti alla CGIL, in segno di solidarietà con le ragioni della rivolta degli abitanti: la reazioni di questi fu diversificata, in quanto alcuni gradirono il gesto, altri lo ignorarono o addirittura lo avversarono, chiaro segno dell'enorme distanza tra la realtà socioeconomica meridionale e quella settentrionale.
I Fatti di Reggio rimangono ancora oggi una delle pagine più controverse della storia della Calabria e anche d'Italia, anche per via della carenza o della mancanza di documentazione relativa, spesso distrutta o secretata. Per poter comprendere questo episodio storico bisogna rifarsi alla storiografia, che nega o approva certe visioni: non fu una rivolta campanilistica, ma dietro di essa confluirono complesse motivazioni politiche e sociali; non fu una sollevazione fascista, sebbene a capeggiarla ci fosse il Movimento Sociale Italiano, come dissero le sinistre (in particolar modo i comunisti), in quanto fu un moto interclassista, interpartitico e intergenerazionale, mentre fu invece una sommossa anti-statale (vedasi il caso delle "repubbliche autonome"), spontanea e senza regia dietro, malgrado l'appello allo sciopero del sindaco Battaglia. Oltre a ciò, recenti studi hanno scoperto che nella rivolta vi furono anche forti infiltrazioni della 'ndrangheta, collusa con la destra estremista eversiva (si veda il caso degli anarchici della Baracca); pertanto, vi è chi crede che nella rivolta fossero coinvolti anche settori deviati dello Stato e dei servizi segreti, tanto da ascrivere i Fatti di Reggio come ad una parte della strategia della tensione che attanagliava il Paese in quegli anni.

### Anni Ottanta e Novanta: ristagno socioeconomico e infiltrazione della 'ndrangheta
Negli anni Ottanta del XX secolo la situazione sociale ed economica della Calabria era tutt'altro che florida: come ha scritto Piero Gagliardo, professore dell'Università della Calabria, la regione non aveva un proprio piano di sviluppo, era apparentemente abbandonata alle varie clientele partitiche, ma gestita effettivamente dai gruppi di potere legati alla criminalità organizzata e alla massoneria deviata. Di conseguenza in Calabria, a cui viene fatto giocare il ruolo di regione più povera e più depressa d'Italia, le iniziative sociali ed economiche, anche molto rilevanti, vengono intraprese con una lentezza esasperante, e spesso basate su un tessuto umano e territoriale non sempre adatto alla ricezione delle stesse. Infatti nella regione si era dato il via a molte opere, anche di rilevante spesa pubblica, ma più a vantaggio dell cento imprenditoriale del centro che per reali esigenze della periferia. Oltre a questa analisi socioeconomica, Gagliardo annota il persistere di un diffuso clientelismo elettorale, che la classe politica elettorale, anziché eliminare, ha voluto alimentare per proprio tornaconto personale.
Accanto a questo desolante panorama politico, culturale ed economico, si registrò il progressivo infiltrarsi nel tessuto sociale ed economico calabrese della 'ndrangheta, organizzazione criminale affine alla mafia e alla camorra, la quale iniziò a far parlare di sé grazie alla stagione dei sequestri di ostaggi importanti, al fine di richiedere un riscatto per finanziare le proprie attività criminali (celebre quello di John Paul Getty III, nipote di un ricchissimo petroliere statunitense, rapito nel 1973 e rilasciato lungo l'Autostrada A2 (Italia) dopo il pagamento di un riscatto di un miliardo e settecento milioni di lire). Negli anni Ottanta, le 'ndrine calabresi si orientarono invece verso il traffico internazionale di stupefacenti, allacciando contatti con i cartelli della droga sudamericani e attuando numerose faide interne tra i vari clan mafiosi per il controllo del territorio e delle zone di spaccio. Come in Sicilia, anche in Calabria la 'ndrangheta si infiltrò pesantemente nel tessuto politico locale, non di rado mettendo propri affiliati nei posti chiavi nelle amministrazioni comunali al fine di pilotare e lucrare sugli appalti pubblici. Celebre il caso del porto di Gioia Tauro, terminato nel 1985, pensato come porto di smercio per il mai progettato centro siderurgico previsto dal Pacchetto Colombo, e successivamente utilizzato come hub di transito per i container trasportati dalle navi transoceaniche che solcavano il Mar Mediterraneo: fin da subito la struttura portuale fu sotto il controllo dei clan Piromalli e Molè, che lo usarono per far giungere in Italia droga e merci contraffatte. Negli anni Novanta, per sedare il fenomeno criminoso, che stava affiancandosi alla mafia nella sua fase stragista contro uomini dello Stato (atto concretizzatosi nell'omicidio nel 1991 del giudice Antonino Scopelliti, che stava lavorando al maxiprocesso di Palermo) venne attuata l'Operazione Riace, dove fu impiegato l'esercito, per un totale di 1350 militari, mentre successivamente si eseguirono numerosi maxiprocessi: "Wall Street", "Count Down", "Hoca Tuca", "Nord - Sud", "Belgio" e "Fine" che coinvolsero molte 'ndrine e la fine del cosiddetto Siderno Group, un consorzio malavitoso tra il Canada e la Calabria che gestiva il traffico internazionale di droga.
Eppure, negli ultimi anni del Novecento si sono avute novità sorprendenti e inattese realizzazioni, anche per via del volontariato e ad una presa di coscienza di buona parte dei calabresi, sempre più partecipe alla cosa pubblica e non rassegnata allo stato di cose. Un esempio è dato dall'elezione, il 28 novembre 1993, di Italo Falcomatà a Sindaco di Reggio Calabria, riconfermato per ben tre mandati fino alla sua prematura scomparsa l'11 dicembre 2001. Falcomatà, alla guida di una giunta di centro-sinistra, fu protagonista della cosiddetta "Primavera di Reggio", ovvero di un periodo in cui il primo cittadino spronò i propri concittadini a re-innamorarsi della città, dopo anni di torpore alla partecipazione pubblica ed apatia sociale. Durante il suo mandato, riuscì a sbloccare i fondi del "Decreto Reggio" che si attendevano da anni per il risanamento e lo sviluppo della città sullo Stretto, mentre lottò tenacemente contro l'abusivismo edilizio e ridimensionò il mercato aperto, il quale, con le sue bancarelle ambulanti gestite dalla criminalità organizzata (che infatti minacciò di morte il sindaco) si espandeva ovunque senza limiti e permessi e congestionava il traffico. Dopo la sua morte, avvenuta per leucemia, i reggini chiesero e ottennero che gli fosse intitolato il lungomare della città.

### Il Duemila tra vecchi e nuovi problemi
L'inizio del nuovo millennio ha visto la Calabria alle prese con i soliti vecchi problemi legati alla mancanza di lavoro, alla ripresa dell'emigrazione, specialmente dei giovani, laureati e non, che abbandonano la regione per cercare migliori opportunità lavorative nelle regioni settentrionali o in Europa, alla carenza di infrastrutture e di trasporti, che frenano l'economia e il turismo (settore che comprende buona parte del settore terziario regionale), al clientelismo partitico e alle infiltrazioni della criminalità organizzata, la quale, unitamente a gruppi di potere occulti sostenuti dalla massoneria deviata, giunge ad influenzare ed a pilotare le tornate elettorali per mantenere un saldo controllo sul territorio. Un esempio recente è dato dall'operazione antimafia "Rinascita Scott", coordinata dal procuratore di Catanzaro Nicola Gratteri, la quale nel dicembre del 2019 ha portato all'arresto di 334 persone e all'indagine su altri 416 individui legati al mondo delle 'ndrine, scoprendo il persistere dell'intreccio tra politica, 'ndrangheta e circoli massonici deviati.
Oltre a questo, fin dagli anni Novanta del XX secolo, anche il territorio calabrese, come il resto d'Italia, fu teatro dell'immigrazione proveniente dai Paesi dell'Europa orientale e dell'Africa: un fenomeno che la popolazione locale non era ancora preparata ad assorbire e a comprendere, come dimostrarono i tragici fatti di Rosarno, comune sulla costa tirrenica dove, nel gennaio del 2010 scoppiarono violenti disordini a sfondo razziale tra i cittadini e i numerosi immigrati, in assoluta maggioranza di origine africana, che lavoravano in condizione di sfruttamento negli agrumeti vicini, in un contesto di forti tensioni misto a immigrazione clandestina e presenza mafiosa. La rivolta di Rosarno provocò, dopo due giorni di scontri, 53 feriti, fra cui 18 poliziotti, 14 rosarnesi e 21 immigrati, otto dei quali ricoverati in ospedale.
Altri problemi rilevanti per la Calabria sono quello della legge sullo scioglimento dei consigli comunali e provinciali per infiltrazione mafiosa, in vigore dal 1991, che ha provocato nella regione lo scioglimento del consiglio comunale dell'unico capoluogo di provincia finora finito nel mirino del provvedimento (il comune di Reggio Calabria è stato commissariato il 9 ottobre 2012), insieme a quello di decine di comuni calabresi; e della situazione della sanità regionali, commissariata dal 2010 per via dell'enorme disavanzo dei bilanci delle aziende sanitarie calabresi, le quali non riescono a garantire un'adeguata assistenza sanitaria alla popolazione, molto spesso costretta a una vera e propria emigrazione sanitaria in altre regioni italiane per potersi curare adeguatamente.